# Declinació del llatí

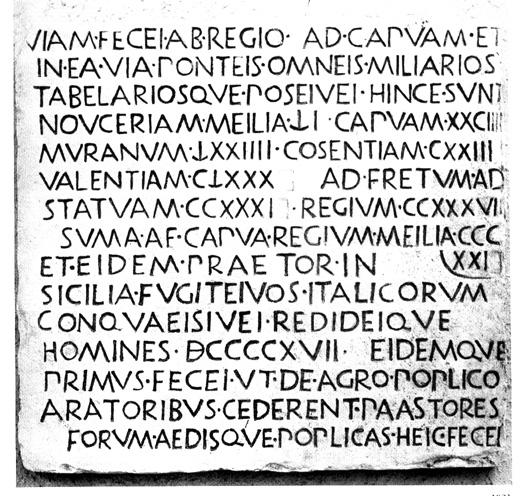
Fita trobada prop de Salern que enumera les ciutats travessades per la Via Popília (Càpua-Règium).

La declinació del llatí és el conjunt de patrons que regeixen la declinació dels substantius, adjectius, pronoms i altres categories de paraules en llatí. La declinació d'una paraula serveix per indicar-ne la funció i el nombre gramatical. Hi ha cinc declinacions, que estan numerades i agrupades segons la terminació dels mots i el seu gènere gramatical. Els diversos casos s'expressen mitjançant un sufix (o morfema gramatical) afegit a l'arrel de la paraula. La flexió de les paraules dins una mateixa declinació varia segons el seu gènere gramatical, que pot ser masculí, femení o neutre.
El llatí té sis casos d'ús habitual (nominatiu, vocatiu, acusatiu, genitiu, datiu i ablatiu) i un setè d'ús residual (locatiu) que no sempre és reconegut com a part del paradigma. Cadascun d'aquests casos té una funció principal i (tret del vocatiu i el locatiu) una sèrie de funcions secundàries, que poden tenir una semblança gramatical amb la funció principal o no. Aquest sistema de casos del llatí ha influït en la gramàtica de les llengües romàniques, que descendeixen del llatí. Algunes, com el romanès, encara conserven un sistema de casos avui en dia, mentre que d'altres, com el català, només en conserven alguns vestigis.

## Casos
El llatí heretà sis dels vuit casos gramaticals originals del protoindoeuropeu: el nominatiu, el vocatiu, l'acusatiu, el genitiu, el datiu i l'ablatiu. El cas locatiu indoeuropeu sobrevisqué en les declinacions d'alguns topònims i substantius, com ara Roma 'Roma' (locatiu Romae) o domus 'casa' (locatiu domi). Algunes formes adverbials que acaben en -e són vestigis del cas instrumental.
En llatí, els adjectius han de concordar amb els substantius que acompanyen no només en gènere i nombre, sinó també en cas gramatical. Això també és cert quan el substantiu i l'adjectiu pertanyen a declinacions diferents. Per exemple, a la frase poeta bonus magnas aves habet, poeta i bonus són nominatius singulars de la primera i la segona declinació, respectivament, mentre que magnas i aves són acusatius plurals de la primera i la tercera declinació.
Tant al món anglosaxó (amb la notable excepció dels Estats Units) com al món catalanòfon, l'ordre d'ensenyament dels casos és generalment N-V-Ac-G-D-Ab. Això reflecteix la tendència de casos diferents a compartir terminacions similars (vegeu Tendències sincrètiques). Tanmateix, algunes escoles ensenyen els casos en l'ordre N-G-D-Ac-Ab-V. En les llengües modernes que conserven un sistema de casos gramaticals, els casos llatins se solen ensenyar en l'ordre estàndard que es fa servir per als casos de la llengua pròpia.

### Cas nominatiu

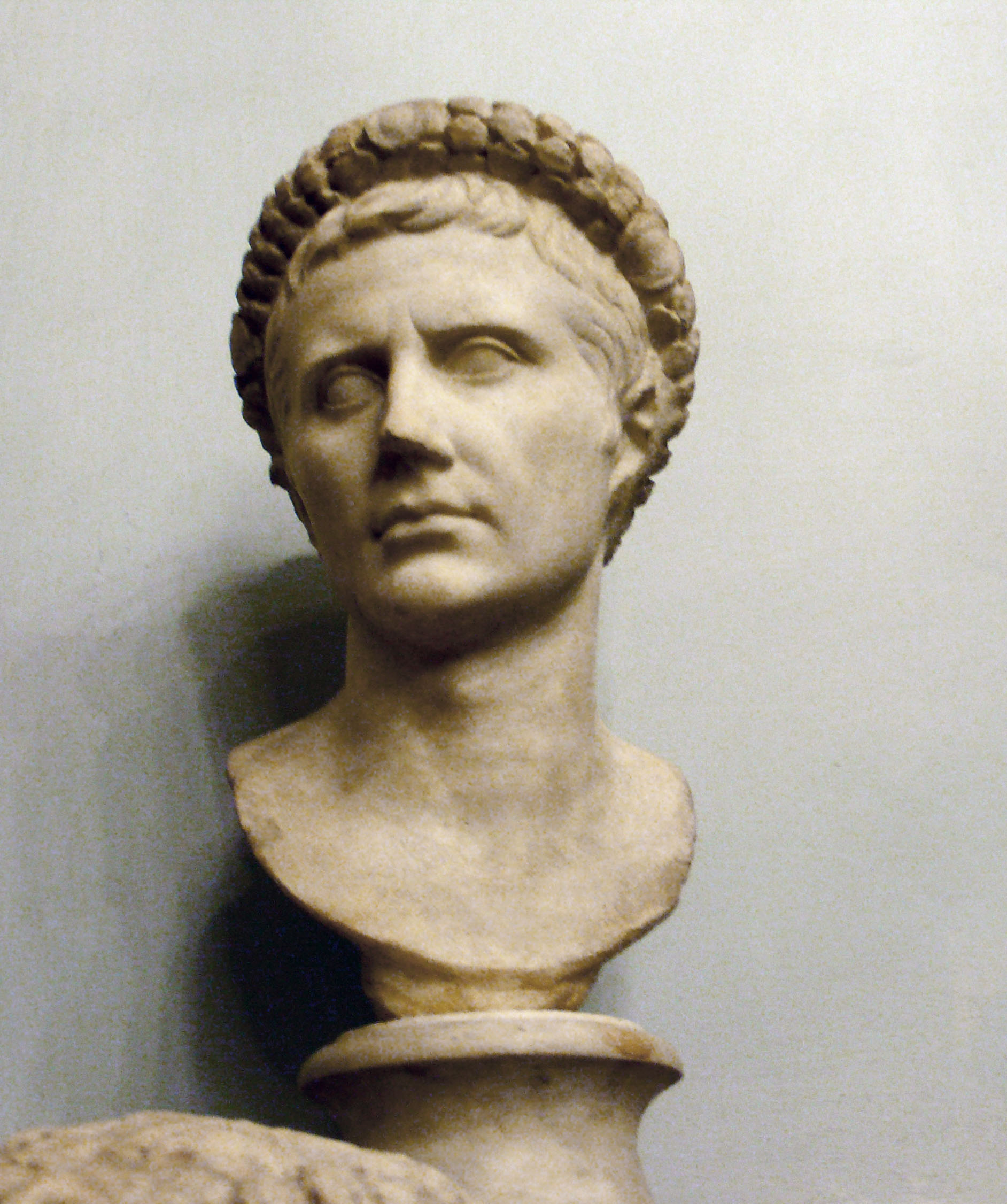
August, primer emperador romà

El nominatiu marca, generalment, el subjecte d'un verb o el seu atribut.
Augustus imperator imperii romani fuit ('August fou emperador de l'imperi romà')
Tanmateix, en llatí hi ha altres usos del nominatiu:
Urbs Roma caput mundi vocatur ('La ciutat de Roma és anomenada la capital del món')
En aquesta frase, hi ha un complement de denominació (Roma) i un complement predicatiu del subjecte (caput).

### Cas vocatiu
El vocatiu marca l'ésser o entitat al qual hom s'adreça i, si és necessari, els adjectius que acompanyen aquest substantiu. Una expressió vocativa és una expressió utilitzada per a adreçar-se directament a algú o quelcom, incloent a la frase la identitat de la persona a qui hom es dirigeix.
Fragment de l'Eneida (29 aC-19 aC), de Virgili (70 aC-19 aC):
| Original                                     | Traducció                                                                  |
| -------------------------------------------- | -------------------------------------------------------------------------- |
| Musa, mihi causas memora, quo numine laeso,  | Musa, recorda'm les causes, quin decret de la seva divina voluntat violat, |
| quidve dolens, regina deum tot volvere casus | tant dolgué la reina dels déus,                                            |
| insignem pietate virum, tot adire labores    | perquè un home distingit en la pietat a emprendre tantes proves            |
| impulerit. Tantaene animis caelestibus irae? | obligués? Per què tant d'ira en els ànims celestials?                      |

Amb la primera paraula d'aquest fragment, el poeta s'adreça a la seva musa, tot volent remarcar que es dirigeix precisament a ella. És per això que musa es troba en cas vocatiu.

### Cas acusatiu
L'acusatiu marca, generalment, el complement directe d'un verb transitiu, és a dir, l'objecte sobre el qual es produeix l'acció del verb.
Scipionis Africani exercitus incurret hostem ('L'exèrcit d'Escipió Africà ataca l'enemic')

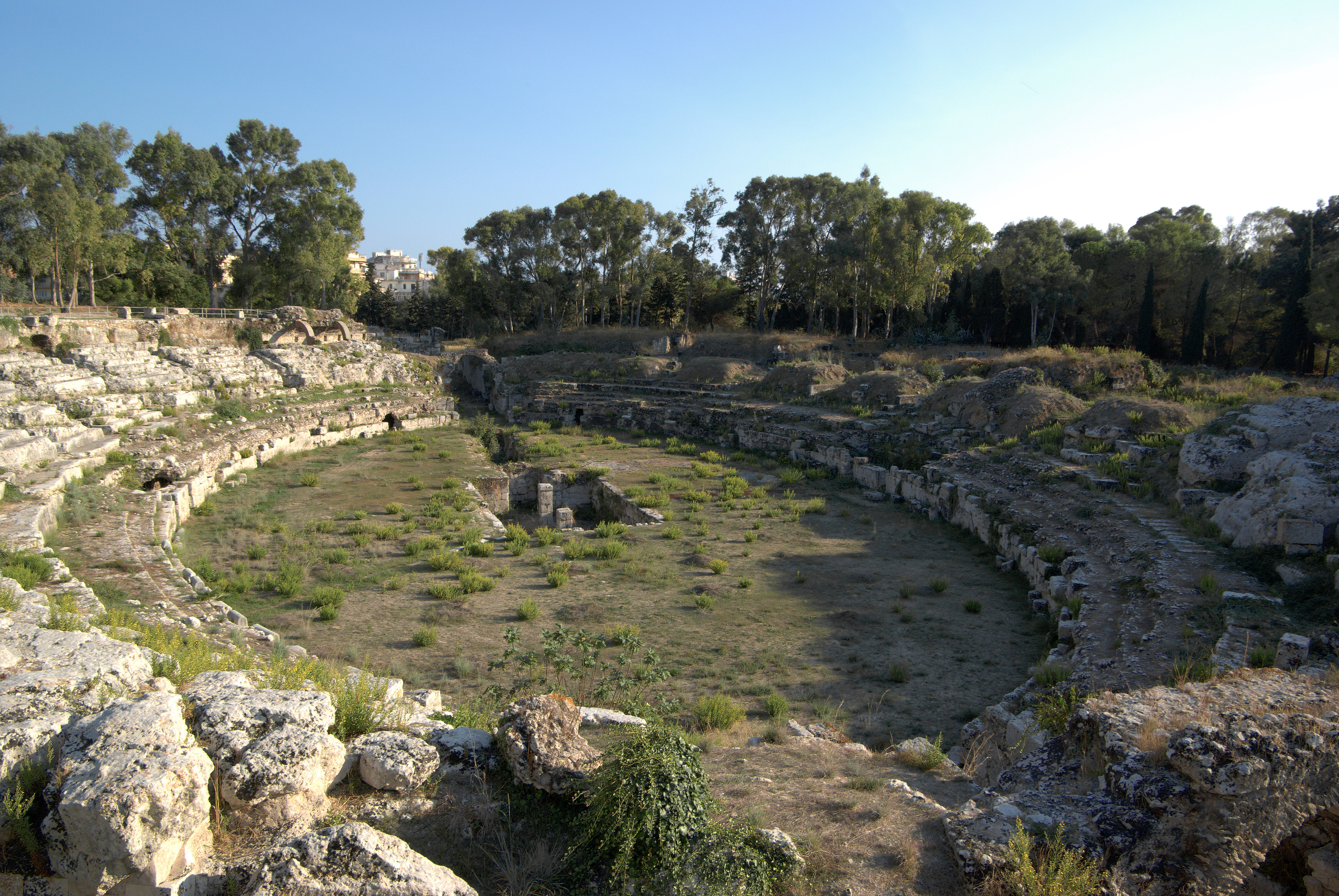
Sicília caigué sota la influència romana el 241 aC.

Tanmateix, l'acusatiu també pot tenir diverses altres funcions:
- acusatiu de durada: indica l'espai de temps durant el qual es perllonga l'acció del verb.

Postea trescentos annos Romani totum Mare Mediterraneum imperaverunt ('Després, els romans dominaren tot el mar Mediterrani durant tres-cents anys')
- acusatiu de direcció: indica la direcció d'un moviment. Els noms propis de ciutats i illes no porten preposició, mentre que en la resta de casos es fan servir les preposicions in (moviment cap a l'interior d'un lloc) o ad (moviment cap als voltants d'un lloc).

Romani Siciliam navigant et terram occupant ('Els romans naveguen a Sicília i ocupen la terra')
Legatus in Hispaniam missus est ('El llegat fou enviat a Hispània')
Milites ad oppidum appropinquant ('Els soldats s'acosten a la fortalesa')
- en oracions completives d'infinitiu: el subjecte d'una oració subordinada es posa en acusatiu, mentre que el verb apareix en infinitiu.

Dico te priore nocte venisse in M. Laecae domum ('Dic que tu, la nit passada, anares a casa d'M. Leca')
- amb determinades preposicions:[nota 4]

Fretum Gaditanum partem maris inter Hispaniam et Africam est ('L'estret de Gibraltar és la part del mar entre Hispània i Àfrica')
- com a complement predicatiu del complement directe: van en acusatiu els mots que completen el significat del complement directe.

Pauperes existimant divites felices ('Els pobres consideren els rics feliços')
- en exclamacions:

Me miseram! ('Pobra de mi!')

### Cas genitiu

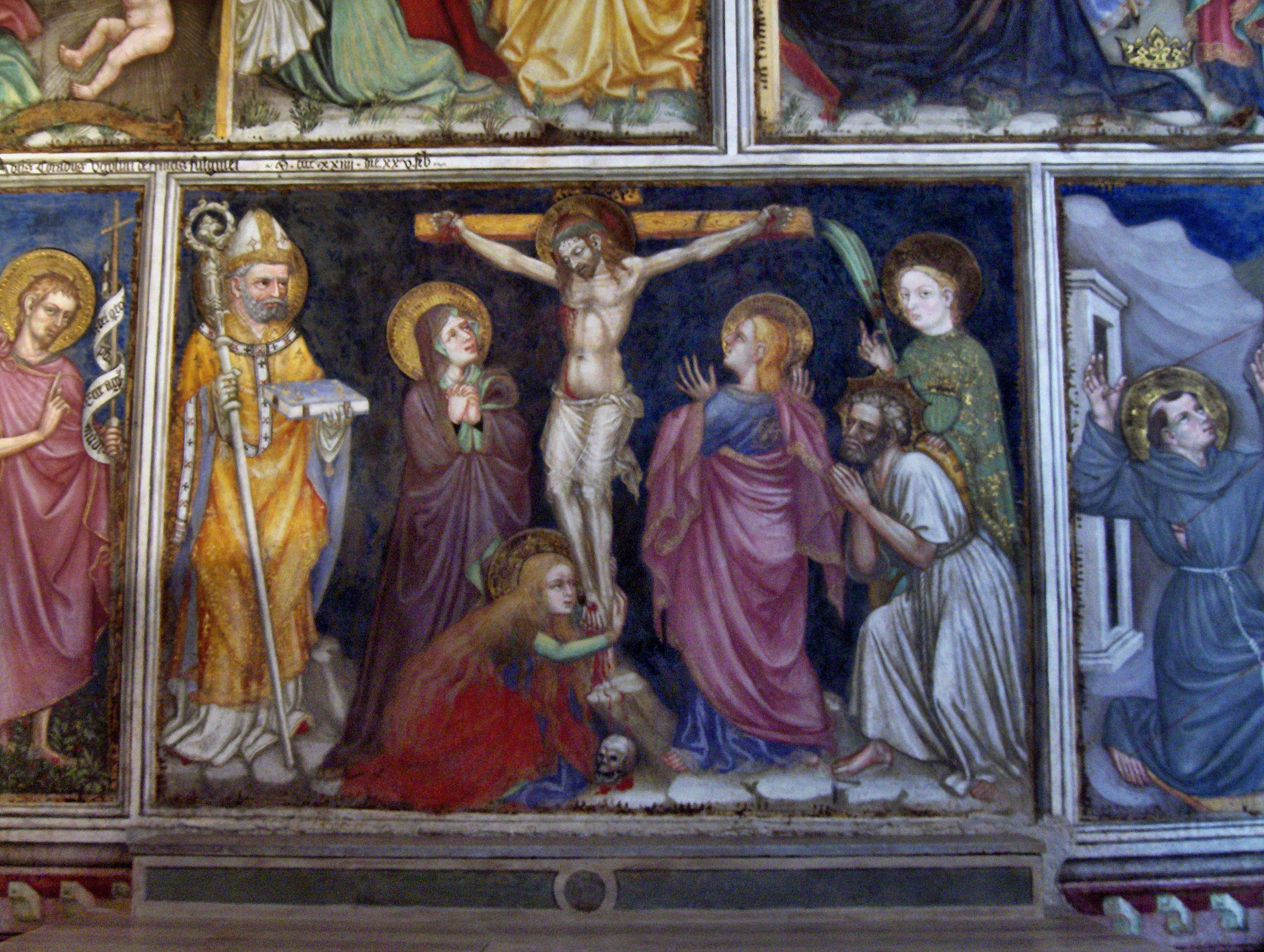
A l'esquerra, Iacopo da Varazze sosté la seva Llegenda àuria.

El genitiu marca, generalment, el complement del nom d'un substantiu. En la majoria de casos, això indica una relació de possessió en què el substantiu en genitiu és el posseïdor. Els usos del genitiu es poden dividir en adjectivals i adverbials.
Usos adjectivals
- genitiu possessiu: indica una relació de possessió.

Caput primum provinciae Africae Utica fuit ('La primera capital de la província d'Àfrica fou Útica')
- genitiu subjectiu: indica una relació en què hi ha una activitat i un autor de l'activitat.

Deus pugnat pro iis et vos non videtis. Cessate iam, ne in vos ira Dei descendat ('Déu lluita per ells i no us n'adoneu. Atureu-vos, no sigui que caigui sobre vós la ira de Déu')
- genitiu objectiu: indica l'objecte d'una acció implicada per un substantiu o adjectiu.

[…] Metus hostilis in bonis artibus civitatem retinebat ('La por de l'enemic mantenia la ciutat al bon camí')
- genitiu partitiu: indica la cosa més gran de la qual forma part quelcom.

Tarraco caput fuit prouinciae Tarraconensis, qua maior pars Hispaniae continebatur ('Tàrraco fou la capital de la província Tarraconense, que cobria la major part d'Hispània')
- genitiu de definició: defineix un nom comú donant un exemple concret de coses que pertanyen a la mateixa classe:

[…] decessit non solum iuvenibus sed et universae genti memoriam mortis suae ad exemplum virtutis ('[…] deixà, no només als joves sinó a tota la nació, un exemple de virtut')
- genitiu de descripció: descriu un objecte o persona en termes de quantitat o qualitat.

Daedalus, vir magni ingenii, in insula Creta exsulabat ('Dèdal, home de gran intel·ligència, vivia exiliat a l'illa de Creta')
- genitiu de valor: descriu el valor o el preu de quelcom.

Si quis aquam oletarit, sestertiorum decem milium multa esto ('Si algú embruta l'aigua, serà multat amb deu mil sestercis')
Usos adverbials
- amb determinats verbs relacionats amb la memòria ('oblidar', 'recordar', etc.).

Et dixit Sion: Dereliquit me Dominus, et Dominus oblitus est mei. ('Sió deia: «El Senyor m'ha abandonat, el meu Déu s'ha oblidat de mi»')
- amb els verbs defectius utor, fruor, fungor, potior, vescor i opus est ('utilitzar', 'gaudir', 'dur a terme', 'posseir', 'menjar-se' i 'caldre', respectivament)

Cleanthes solem dominari et rerum potiri putat ('Cleantes creu que el Sol domina i és l'amo de tot l'univers')
- amb verbs amb el significat domplir', o adjectius amb el significat de 'ple'.

Videte, pueri: his saccus plenus est pirorum ('Vegeu, nens: aquest sac és ple de peres')
- amb verbs amb el significat de 'fer pena', 'avorrir'.

Taedet me huius quotidiani mundi ('M'avorreix aquest món quotidià')
- amb verbs referents a un procediment jurídic, com ara 'acusar' o 'absoldre'.

[…] quisquam impie diffamavit patrem et accusavit adulterii oculti ('[…] qualsevol que deslleialment difamés el pare i l'acusés d'adulteri ocult')

### Cas datiu

Vercingetòrix, un dels més cèlebres enemics de Juli Cèsar, lliura les seves armes a Alèsia.

El datiu marca, generalment, el complement indirecte d'un substantiu. En la majoria de casos, això indica una situació en què el substantiu en datiu és el que rep el complement directe («Joan dona un bolígraf a Anna», on Anna és el CI perquè rep el CD, que és el bolígraf).
Pater puero librum donat ('El pare dona el llibre al nen')
Tanmateix, el datiu també pot tenir diverses altres funcions:
- datiu de règim verbal: acompanya alguns verbs i adjectius, exercint de complement de règim verbal. Es tracta de verbs amb el significat d'«obeir», «passar» o adjectius amb el significat de «similar».

Quam similis soli est, Naevia, noster amor! ('Que semblant al sol que és, Nèvia, el nostre amor!')
- datiu possessiu: és una construcció que denota possessió per part del substantiu en datiu.

Caesari multi inimici erant ('Cèsar tenia molts enemics', literalment 'Hi havia molts enemics per a Cèsar')
- datiu de finalitat: indica la finalitat amb la qual es fa una acció.

Non omnes milites gloriae pugnant ('No tots els soldats lluiten per la glòria')
- doble datiu: és una mescla de datiu possessiu i datiu de finalitat.

Ipsum bellum est mihi curae ('Aquesta guerra és un motiu de preocupació per a mi')
- datiu d'autor: indica una impressió des del punt de vista d'algú.

Vir bonus regi videtur ('Aquest home li sembla bo al rei')
- datiu de complement agent: s'utilitza en combinació amb el gerundiu per indicar qui ha d'executar l'acció.

Haec nobis agenda sunt ('Aquestes coses han de ser fetes per nosaltres')
- datiu còmode:, que indica per a qui o per a què es duu a terme una acció.

Graecis terras colimus 'Conreem terres per als grecs')
- datiu ètic: es tracta d'una forma emfàtica que indica que la persona en cas datiu té un interès especial en l'acció. Gairebé sempre es tracta d'una implicació afectiva.

Quid mihi Celsus agit? ('Què fa Cels per a mi?', sobreentenent-se que el parlant hi té un interès especial)

### Cas ablatiu
En llatí, l'ablatiu és el cas amb més usos diferents. A grans trets, es pot dir que els mots en ablatiu compleixen funcions de complement circumstancial de temps, de lloc, etc. Molts sintagmes en ablatiu es poden traduir per adverbis: cum celeritate es tradueix per 'ràpidament' (literalment, 'amb velocitat'). L'ablatiu llatí unifica tres casos presents en l'antic protoindoeuropeu: el separatiu, l'instrumental i el locatiu.

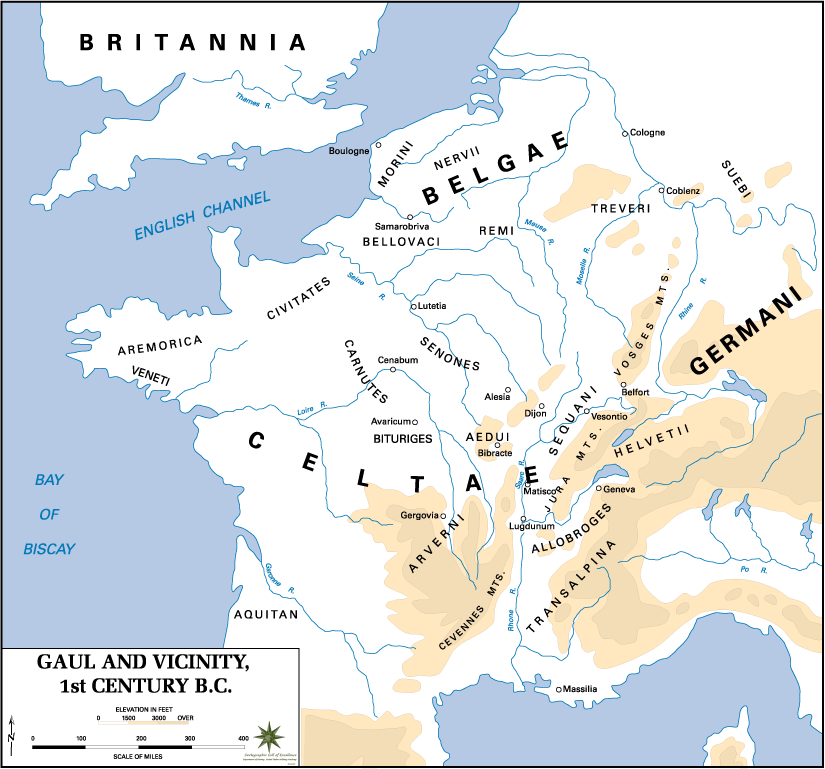
Mapa de la Gàl·lia abans de la conquesta romana

- ablatiu de lloc: indica el lloc en el qual o des del qual es produeix l'acció (nota: s'utilitza l'acusatiu per indicar el lloc cap al qual es produeix l'acció)

Hannibal, filius Hamilcaris, Carthagine natus est ('Anníbal, fill d'Amílcar, nasqué a Cartago')
Ex Graecia ad Italiam navigaverunt ('Navegaren de Grècia a Itàlia')
- ablatiu de separació: indica una separació física respecte al substantiu en ablatiu

Cicero hostes ab urbe prohibuit ('Ciceró mantingué els enemics lluny de la ciutat')
- ablatiu d'instrument: indica l'instrument o el mitjà amb el qual es duu a terme l'acció

Marcus pede vexabat Corneliam quae dormire volebat ('Marc molestava amb el peu Cornèlia, que volia dormir')
- ablatiu de manera: indica de quina manera es produeix l'acció.

Allobroges crebris ad Rhodanum dispositis praesidiis cum magna cura et diligentia suos fines tuentur ('Els al·lòbroges, situant guàrdies al llarg del Roine, defensen les seves fronteres amb vigilància i energia')
- ablatiu de temps: indica el marc temporal en què es produeix l'acció.

Ne quis tamen ignoraret, quibus in locis Caesar exercitusque eo tempore fuissent […] ('Perquè ningú no ignori a quins llocs es trobaven Cèsar i l'exèrcit en aquell temps […]')
- ablatiu absolut: marca les circumstàncies en què es produeix l'acció.

Urbe capta, Aeneas fugit ('Capturada la ciutat, Enees fugí')
- ablatiu de circumstàncies expectants: és igual que l'ablatiu absolut, però les circumstàncies «esperen» l'acció.

Cum magno clamore civium ad urbem perveniunt ('Arriben a la ciutat amb gran clamor per part de la població')
- ablatiu d'acompanyament: l'ablatiu sempre va precedit per la preposició cum ('amb') i indica amb qui o què es fa l'acció.

Ego et Iulia cum nostris amicis de amicitia dicebamus ('Jo i Júlia parlem d'amistat amb els nostres amics')
- ablatiu de separació: indica el total del qual forma part un nombre; és precedit per la preposició e/ex ('de').

Centum ex viris mortem diu timebant et nihil clementiae exspectabant ('Cent dels homes temien la mort des de feia temps i no esperaven cap clemència')

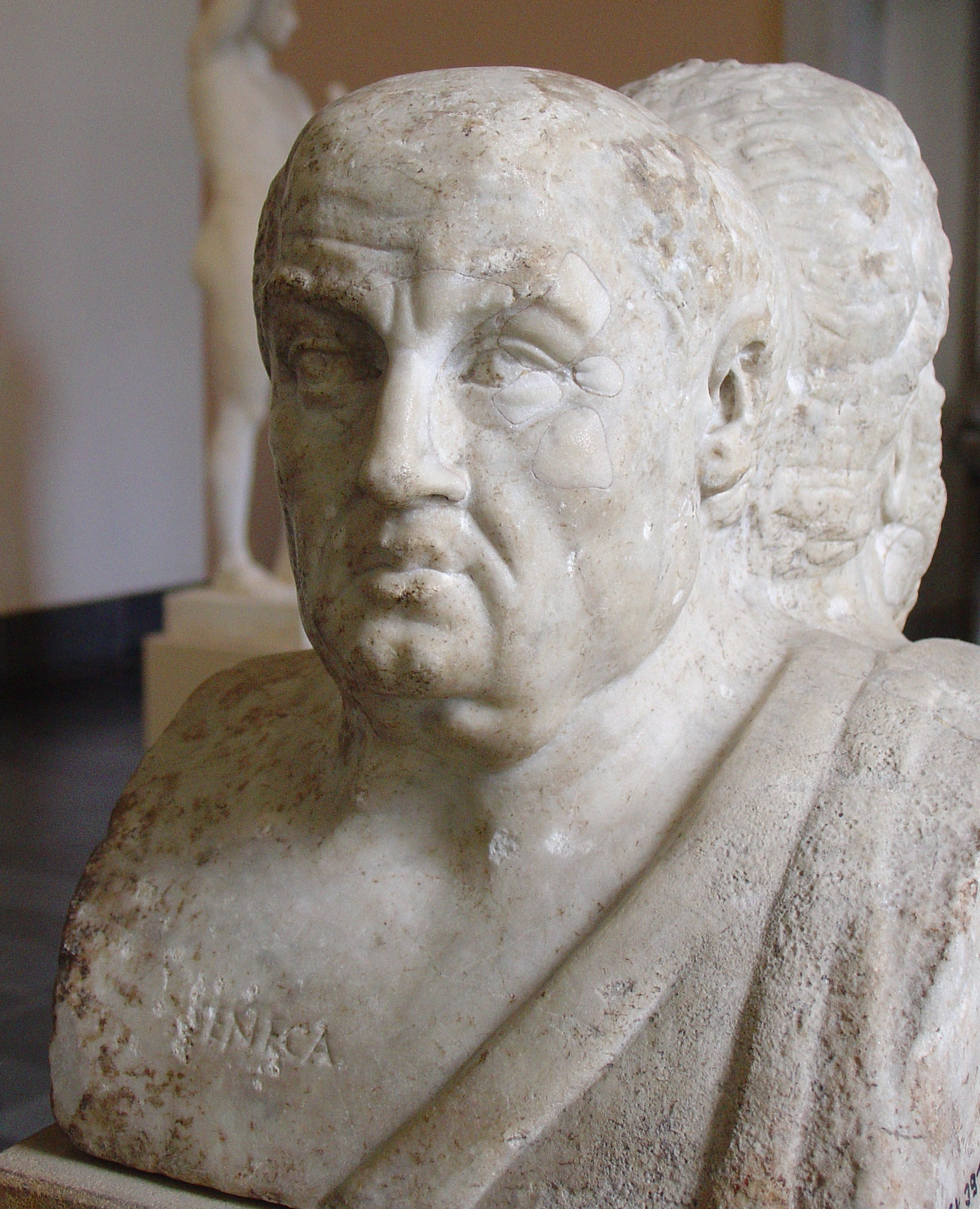
Sèneca, un dels filòsofs romans més cèlebres.

- ablatiu d'agent: indica l'agent que efectua l'acció en una oració passiva. Si l'agent és una persona, és precedit per la preposició a/ab ('per')

Atticus adoptatus est a Caecilio ('Àtic fou adoptat per Cecili')
Populus militia atque inopia urgebatur ('El poble es veia superat pel servei militar i la misèria')
- ablatiu de comparació: la segona part d'una comparació va en ablatiu (la primera va en nominatiu).

Vilius argentum est auro, virtutibus aurum ('L'argent és menys valuós que l'or, i l'or que les virtuts')
- ablatiu de causa: indica la causa que motiva l'acció.

Clamare gaudio coepit ('Començà a cridar de joia')
- ablatiu de grau de diferència: indica el grau en què difereixen dues o més coses.

Puella multo prudentior est puero ('La noia és molt més prudent que el noi')
- ablatiu de descripció: té una funció similar a la del genitiu de descripció; indica una qualitat d'un substantiu.

Philosophus magna sapientia ('Un filòsof de gran saviesa')
- ablatiu d'especificació: dona una informació més específica sobre un mot anterior.

Corpore senex esse poterit, animo numquam erit ('Pot ser vell de cos, però mai no serà vell d'esperit')
- ablatiu de preu: de funció similar al genitiu de preu. Indica el preu d'una cosa.

Antonius regna addixit pecunia ('Antoni vengué trons per diners')

### Cas locatiu
El cas locatiu serveix per a indicar el lloc en què es produeix l'acció. És un cas extremament rar en llatí; és un vestigi de l'indoeuropeu que només s'aplica a noms de ciutats, rius i illes petites, així com algunes paraules aïllades. Mentre que tots els altres substantius utilitzen l'ablatiu amb una preposició, els mots en locatiu mai no porten preposició. És idèntic al genitiu singular de la primera i la segona declinació, i en la resta de casos és idèntic a l'ablatiu, excepte en el cas del substantiu domus ('casa'), que té el locatiu domi.
Servus Romae erat ('L'esclau era a Roma')

### Tendències sincrètiques

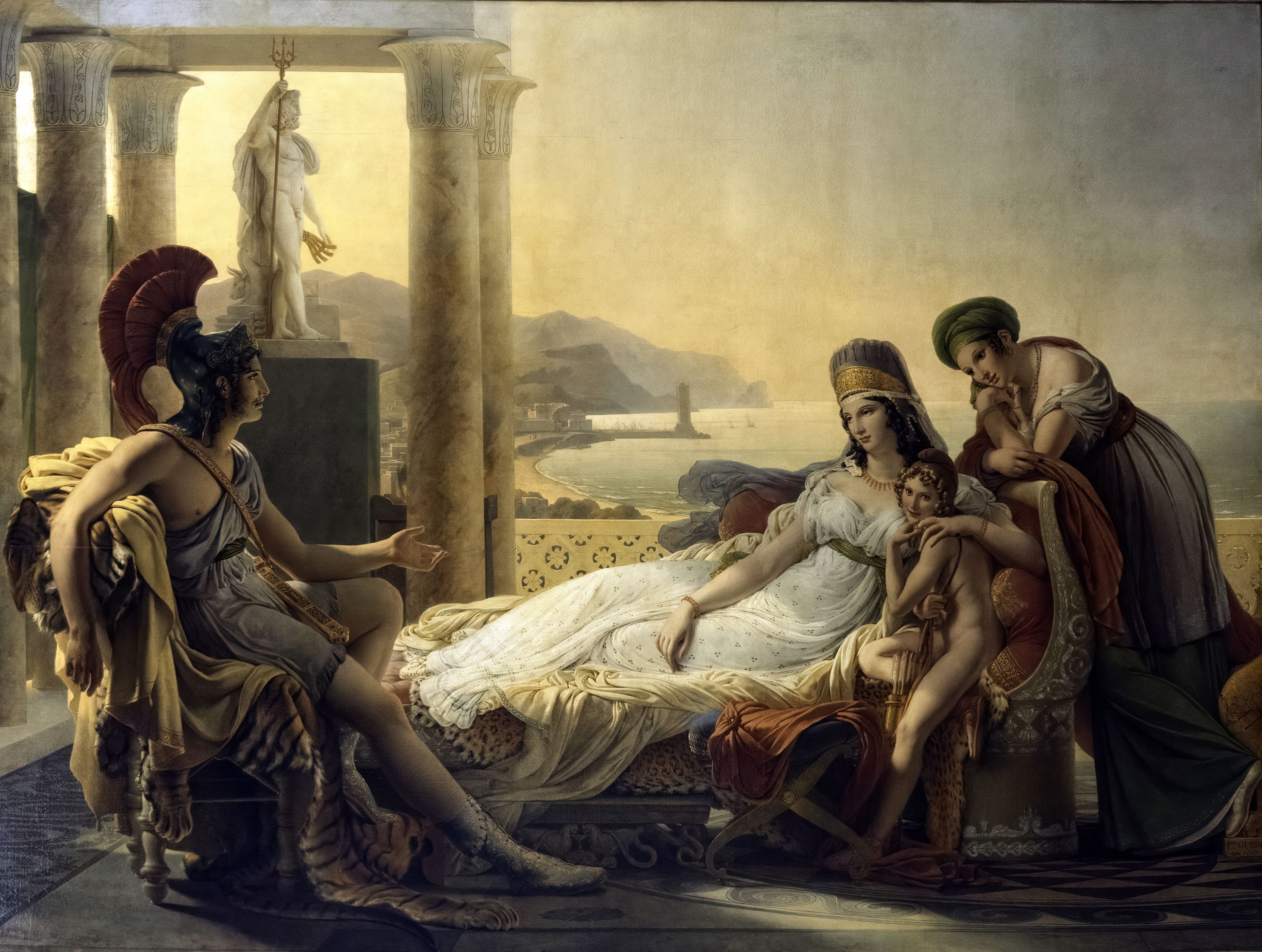
De bello Troiano, o Aenea, multi multa iam narraverunt. Dido s'adreça a Enees utilitzant el vocatiu Aenea.

El sincretisme, un fenomen lingüístic en què dos o més valors morfosintàctics comparteixen la mateixa terminació, és habitual en el llatí.
El nominatiu, vocatiu i acusatiu dels mots neutres sempre acaben en -a, amb algunes excepcions (alguns pronoms demostratius, relatius i similars; en aquestes formes, el plural neutre té la mateixa forma que el nominatiu singular femení).
El vocatiu plural sempre és idèntic al nominatiu plural, i el vocatiu singular és idèntic al nominatiu singular, excepte a la segona declinació i en alguns mots grecs (El vocatiu de Marcus és Marce i el vocatiu d'Aeneas és Aenea).
L'acusatiu singular sempre acaba en una vocal curta seguida de -m, excepte en alguns mots neutres amb arrels inusuals. L'acusatiu plural dels mots masculins i femenins sempre acaba en una vocal llarga més -s, igual que el nominatiu plural de la tercera, quarta i cinquena declinacions.
El genitiu singular és igual que el nominatiu plural en els mots masculins i femenins de la primera, segona i tercera declinacions.
El datiu singular és igual que el genitiu singular en els mots de la primera i cinquena declinacions.
El datiu i l'ablatiu són sempre iguals en plural. També és el cas del datiu singular de la segona declinació, alguns mots de la tercera declinació de tema en -i, i els mots neutres de la quarta declinació.
Quan s'utilitza el locatiu, és idèntic a l'ablatiu en la quarta i cinquena declinacions. El locatiu, l'ablatiu i el datiu són idèntics en el plural.

## Declinacions
El llatí té cinc declinacions diferents, que es distingeixen principalment per la terminació de l'arrel:
- Primera declinació: tema en -a, com per exemple rosa ('rosa')
- Segona declinació: tema en -o, com per exemple amicus ('amic')
- Tercera declinació: tema en consonant o en -i, com per exemple praetor ('pretor') o canis ('gos')
- Quarta declinació: tema en -u, com per exemple senatus ('senat')
- Cinquena declinació tema en -e, com per exemple dies ('dia')

Tanmateix, l'evolució del llatí ha provocat canvis fonètics a la terminació d'algunes paraules, fent que el nominatiu per si sol no sempre serveixi per determinar a quina declinació pertany un mot en concret (per exemple, saltus, 'salt'). Per aquest motiu, les paraules llatines s'enuncien amb el nominatiu més el genitiu, i és en aquesta forma que es troben a la gran majoria de diccionaris. Per exemple:
- natio, nationis, en què natio és el nominatiu i nationis és el genitiu
- bellum, belli, en què bellum és el nominatiu i belli és el genitiu

També es pot escriure el genitiu de forma abreujada. Així, els exemples anteriors s'escriurien natio, -onis i bellum, -i.

### Primera declinació
| Declinació de puella ('noia') | Declinació de puella ('noia') | Declinació de puella ('noia') |
|                               | Singular                      | plural                        |
| ----------------------------- | ----------------------------- | ----------------------------- |
| Nominatiu                     | puell-a                       | puell-ae                      |
| Vocatiu                       | puell-a                       | puell-ae                      |
| Acusatiu                      | puell-am                      | puell-as                      |
| Genitiu                       | puell-ae                      | puell-arum                    |
| Datiu                         | puell-ae                      | puell-is                      |
| Ablatiu                       | puell-a                       | puell-is                      |

| Declinació de nauta ('mariner') | Declinació de nauta ('mariner') | Declinació de nauta ('mariner') |
|                                 | Singular                        | plural                          |
| ------------------------------- | ------------------------------- | ------------------------------- |
| Nominatiu                       | naut-a                          | naut-ae                         |
| Vocatiu                         | naut-a                          | naut-ae                         |
| Acusatiu                        | naut-am                         | naut-as                         |
| Genitiu                         | naut-ae                         | naut-arum                       |
| Datiu                           | naut-ae                         | naut-is                         |
| Ablatiu                         | naut-a                          | naut-is                         |

| Declinació d'Aphrodite ('Afrodita') | Declinació d'Aphrodite ('Afrodita') |
|                                     | Singular                            |
| ----------------------------------- | ----------------------------------- |
| Nominatiu                           | Aphrodit-e                          |
| Vocatiu                             | Aphrodit-e                          |
| Acusatiu                            | Aphrodit-en                         |
| Genitiu                             | Aphrodit-es                         |
| Datiu                               | Aphrodit-ae                         |
| Ablatiu                             | Aphrodit-e                          |

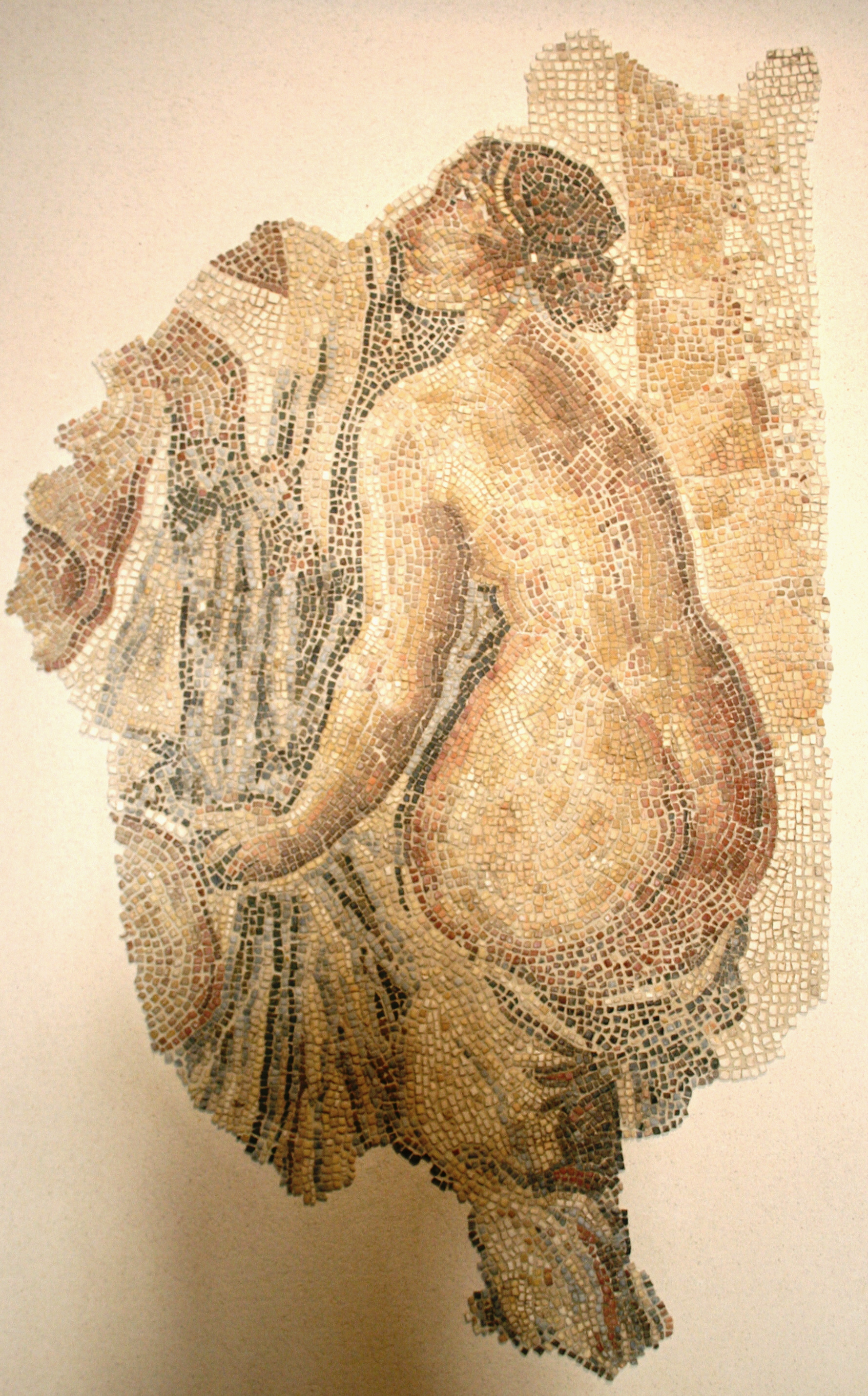
Una noia (puella) banyant-se. Mosaic romà de Marsella.

Els mots que es regeixen per la primera declinació són aquells que tenen el tema en -a. Gran part dels substantius i adjectius catalans acabats en -a tenen el seu origen en paraules de la primera declinació llatina. La gran majoria de paraules d'aquesta declinació són de gènere femení, tret de noms propis d'home (Sulla) o noms que designen oficis tradicionalment reservats a l'home (pirata). Els adjectius són sempre femenins. Tant els mots femenins com els masculins es declinen de la mateixa manera.
La primera declinació del llatí també inclou alguns mots grecs, que deriven de la primera declinació del grec antic. La declinació en singular d'aquests mots és irregular. A vegades, aquests mots grecs són declinats com si fossin paraules originals llatines. Per exemple, es pot fer servir el nominatiu athleta en lloc de l'original athletes.
Cal remarcar diverses peculiaritats d'aquesta declinació:
- La terminació antiga del genitiu singular és -as. En el llatí clàssic, quedaven vestigis d'aquesta terminació, sobretot en construccions amb la paraula familia: bonus pater familias i mater familias.
- En poesia, a vegades s'utilitza la terminació -ai pel genitiu singular (terrae esdevé terrai). També és habitual l'ús de la contracció -um en lloc de -arum pel genitiu plural (incolarum esdevé incolum).
- Com que tant les paraules de la primera declinació com de la segona utilitzen la terminació -is al datiu i ablatiu plural, paraules semblants com equus ('cavall') i equa ('egua') resulten idèntiques en aquests casos. Per fer la distinció, els mots de la primera declinació que es troben amb aquest problema utilitzen la terminació -abus en el datiu i ablatiu plural (equis esdevé equabus).

### Segona declinació
| Declinació de servus ('esclau') | Declinació de servus ('esclau') | Declinació de servus ('esclau') |
|                                 | Singular                        | Plural                          |
| ------------------------------- | ------------------------------- | ------------------------------- |
| Nominatiu                       | serv-us                         | serv-i                          |
| Vocatiu                         | serv-e                          | serv-i                          |
| Acusatiu                        | serv-um                         | serv-os                         |
| Genitiu                         | serv-i                          | serv-orum                       |
| Datiu                           | serv-o                          | serv-is                         |
| Ablatiu                         | serv-o                          | serv-is                         |

| Declinació de piscatum ('plat de peix') | Declinació de piscatum ('plat de peix') | Declinació de piscatum ('plat de peix') |
|                                         | Singular                                | Plural                                  |
| --------------------------------------- | --------------------------------------- | --------------------------------------- |
| Nominatiu                               | piscat-um                               | piscat-a                                |
| Vocatiu                                 | piscat-um                               | piscat-a                                |
| Acusatiu                                | piscat-um                               | piscat-a                                |
| Genitiu                                 | piscat-i                                | piscat-orum                             |
| Datiu                                   | piscat-o                                | piscat-is                               |
| Ablatiu                                 | piscat-o                                | piscat-is                               |

| Declinació de vesper ('vespre') | Declinació de vesper ('vespre') | Declinació de vesper ('vespre') |
|                                 | Singular                        | Plural                          |
| ------------------------------- | ------------------------------- | ------------------------------- |
| Nominatiu                       | vesper                          | vesper-i                        |
| Vocatiu                         | vesper                          | vesper-i                        |
| Acusatiu                        | vesper-um                       | vesper-os                       |
| Genitiu                         | vesper-i                        | vesper-orum                     |
| Datiu                           | vesper-o                        | vesper-is                       |
| Ablatiu                         | vesper-o                        | vesper-is                       |

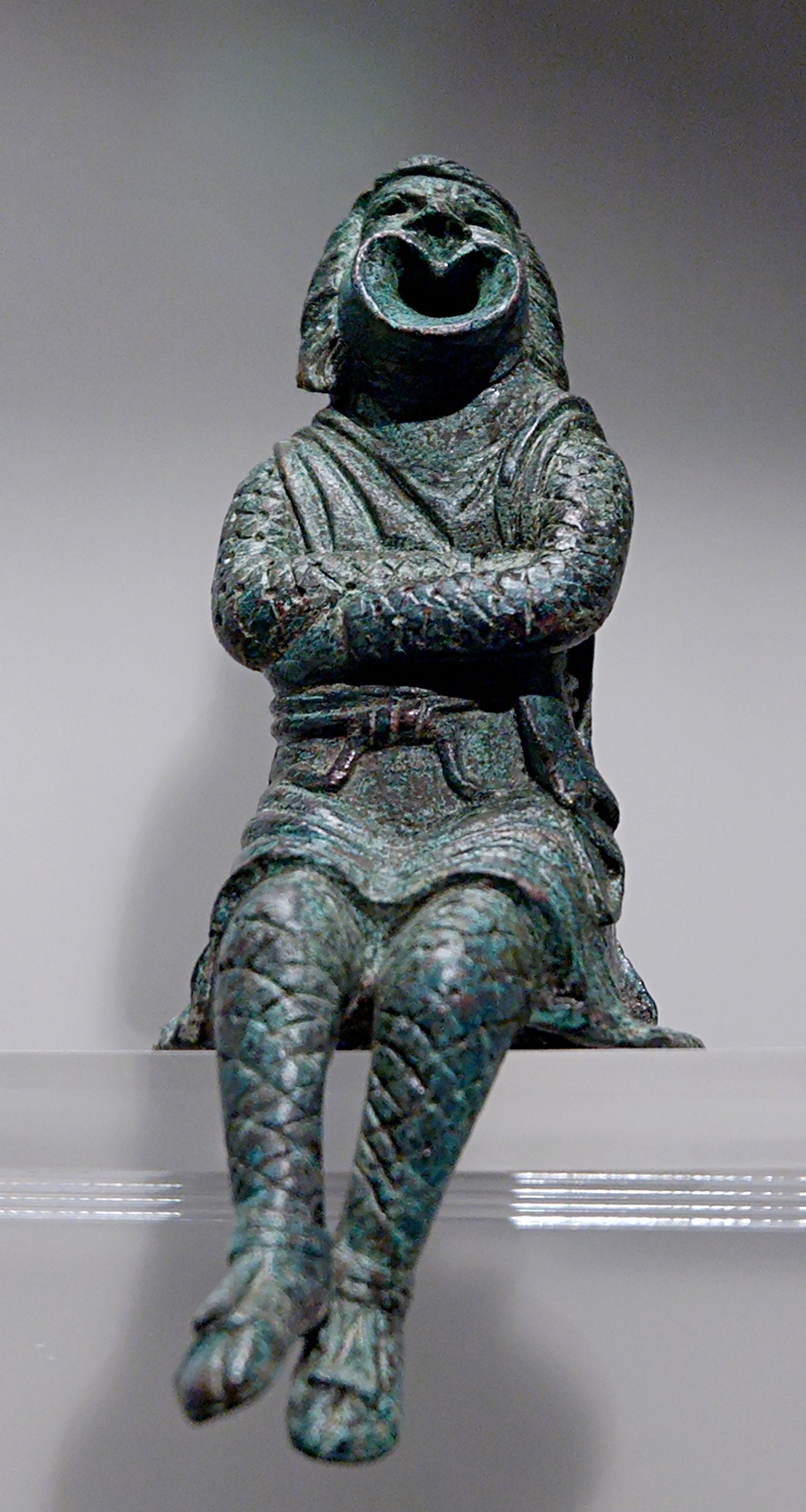
Estàtua d'un actor representant el paper d'esclau (servus).

Els mots que es regeixen per la segona declinació poden tenir el tema en -us, -er o -um. Molts substantius i adjectius catalans de gènere masculí tenen el seu origen en paraules d'aquesta declinació. En català, els mots derivats de paraules llatines de la segona declinació han perdut gairebé sempre la marca ('mim' en lloc de mimus o 'cel' en lloc de caelum), mentre que altres llengües romàniques, com el castellà, el portuguès o l'italià, han conservat aquesta marca en forma de terminació -o (toro, inverno, amico). Els substantius o adjectius regits per aquesta declinació són en gran part masculins o neutres, tot i que també hi ha noms femenins (habitualment, noms d'arbres). Tant els mots femenins com els masculins es declinen de la mateixa manera, mentre que els neutres es declinen de manera diferent en nominatiu, vocatiu i acusatiu.
La segona declinació del llatí també inclou alguns mots grecs, que deriven de la segona declinació del grec antic. La declinació en singular d'aquests mots és irregular. A vegades, aquests mots grecs són declinats com si fossin paraules originals llatines. Per exemple, es pot fer servir el nominatiu theatrum en lloc de l'original theatron.

### Tercera declinació
| Declinació de tempus ('temps') | Declinació de tempus ('temps') | Declinació de tempus ('temps') |
|                                | Singular                       | Plural                         |
| ------------------------------ | ------------------------------ | ------------------------------ |
| Nominatiu                      | temp-us                        | temp-ora                       |
| Vocatiu                        | temp-us                        | temp-ora                       |
| Acusatiu                       | temp-us                        | temp-ora                       |
| Genitiu                        | tempor-is                      | tempor-um                      |
| Datiu                          | tempor-i                       | tempor-ibus                    |
| Ablatiu                        | tempor-e                       | tempor-ibus                    |

| Declinació de dux ('cabdill') | Declinació de dux ('cabdill') | Declinació de dux ('cabdill') |
|                               | Singular                      | Plural                        |
| ----------------------------- | ----------------------------- | ----------------------------- |
| Nominatiu                     | dux                           | duc-es                        |
| Vocatiu                       | dux                           | duc-es                        |
| Acusatiu                      | duc-em                        | duc-es                        |
| Genitiu                       | duc-is                        | duc-um                        |
| Datiu                         | duc-i                         | duc-ibus                      |
| Ablatiu                       | duc-e                         | duc-ibus                      |

| Declinació de gladiator ('gladiador') | Declinació de gladiator ('gladiador') | Declinació de gladiator ('gladiador') |
|                                       | Singular                              | Plural                                |
| ------------------------------------- | ------------------------------------- | ------------------------------------- |
| Nominatiu                             | gladiator                             | gladiator-es                          |
| Vocatiu                               | gladiator                             | gladiator-es                          |
| Acusatiu                              | gladiator-em                          | gladiator-es                          |
| Genitiu                               | gladiator-is                          | gladiator-um                          |
| Datiu                                 | gladiator-i                           | gladiator-ibus                        |
| Ablatiu                               | gladiator-e                           | gladiator-ibus                        |

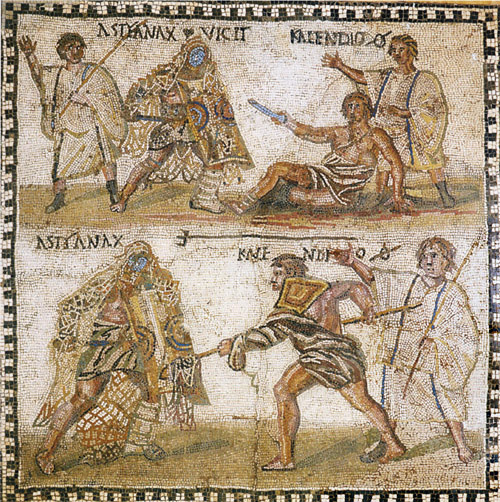
Combat entre dos gladiadors (gladiatores).
Museu Arqueològic de Madrid.

Els mots que es regeixen per la tercera declinació poden tenir dos tipus de tema: tema en consonant o tema en -i. Molts substantius i adjectius catalans de gènere tant masculí com femení tenen el seu origen en paraules de la tercera declinació llatina. En català, els mots derivats de paraules llatines de la tercera declinació solen conservar l'arrel de l'ètim llatí sense grans modificacions (animal - 'animal', religio - religió). Els mots de la tercera declinació tendeixen a variar més entre el nominatiu i vocatiu singular i la resta de casos (tempus, -oris, 'temps'). Inicialment, la declinació dels mots de tema en consonant i els de tema en -i era bastant diferent, però vers el segle i aC la flexió dels primers s'imposà a la dels últims.

#### Temes en consonant
En el nominatiu i vocatiu singulars, el morfema de cas és variable. Tenen morfema -s (nominatiu sigmàtic) els temes en oclusiva (-p, -b, -c, g-, -t i -d) i en -m. En canvi, tenen morfema Ø (és a dir, sense cap desinència) els temes en -l, -r, -s i -n, així com tots els mots neutres, independentment del seu tema.
Temes en oclusiva
Per construir el nominatiu, les paraules amb una arrel acabada en oclusiva no afegeixen cap desinència si són de gènere neutre. Si són de gènere masculí o femení, afegeixen el morfema -s. La fusió d'aquest morfema amb l'arrel pot provocar determinats canvis en la paraula:
- Les paraules acabades en bilabial (-p o la seva forma sonora -b) afegeixen la desinència sense que es produeixi cap altre canvi. En són exemples plebs ('baix poble') o prínceps ('líder').[18]
- En les paraules acabades en consonant gutural (-c o la seva forma sonora -g), la unió de la gutural amb el morfema -s produeix un nominatiu acabat en -x (la representació gràfica del so resultant /ks/). En són exemples rex (regs*, 'rei') o vox (vocs*, 'veu').
- Les paraules acabades en consonant dental (-t o la seva forma sonora -d) perden la dental davant del morfema -s. En són exemples civitas (civitats*, 'ciutat') i pes (peds*, 'peu').

Com s'ha dit anteriorment, els mots neutres no afegeixen cap desinència. En aquestes paraules, si la consonant final és precedida per una altra consonant, desapareix: cor, cordis ('cor'), cau la -d perquè és precedida per la -r. També cal destacar el cas de caput, capitis ('cap'), en què la -u breu es transforma en -i en síl·laba medial (fenomen conegut com a apofonia).

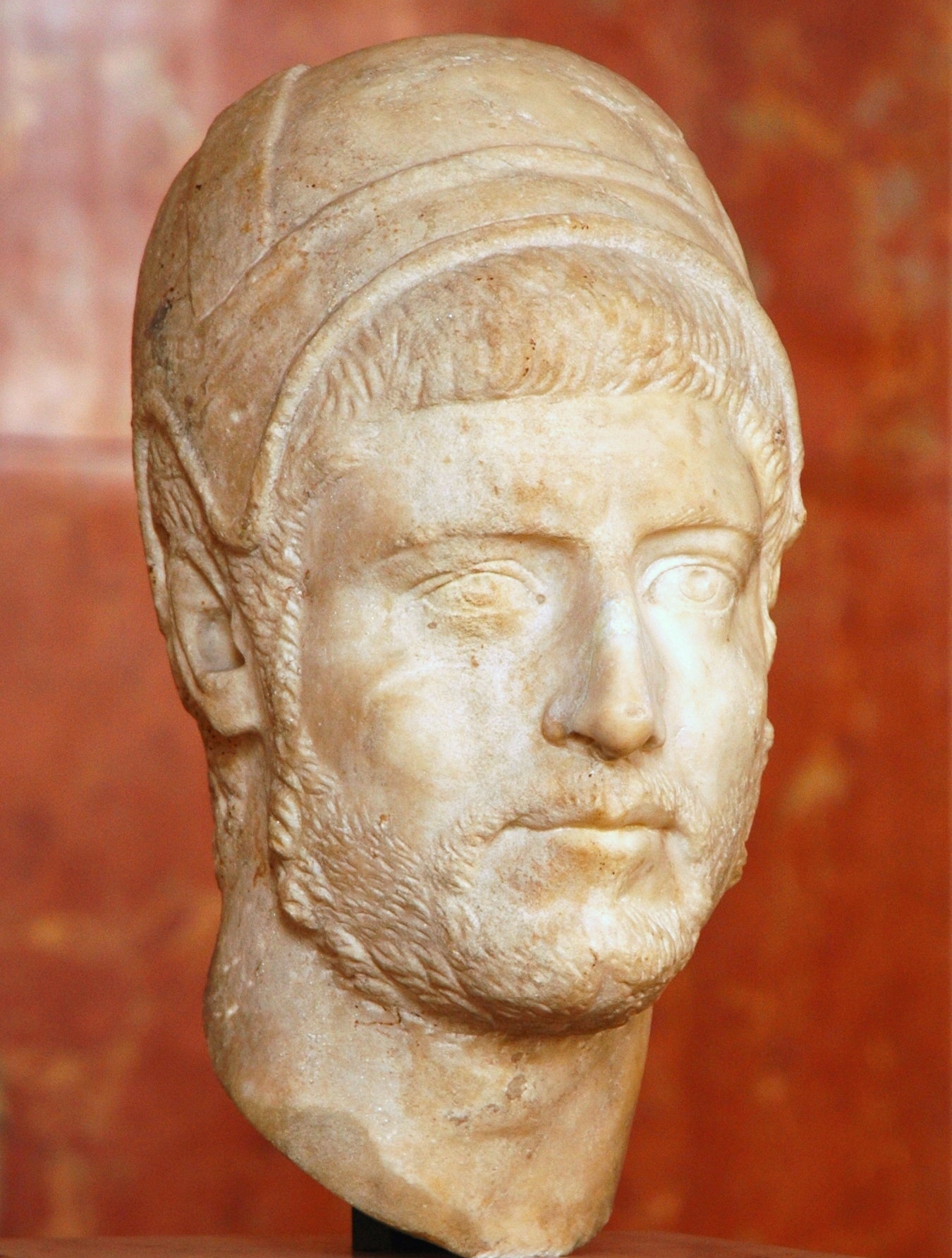
Bust d'un flamen (s. III) exposat al Louvre

Temes en líquida, nasal o fricativa
Les paraules de tema líquid (-l i -r), nasal (-n i -m) o fricatiu (-s) formen el nominatiu singular amb desinència Ø, amb l'excepció de hiems ('hivern'), que el forma amb la desinència -s.
- Les paraules acabades en -r precedida per consonant fan aparèixer una -e anomenada «de ressonància» en el nominatiu i vocatiu singulars. N'és un exemple frater, fratris ('germà'). En la resta de casos, la presència d'una vocal posterior fa innecessària la vocal de ressonància: el nominatiu i vocatiu plurals de l'exemple anterior serien fratres, i no pas frateres*.[20]
- En les paraules acabades en -n precedida per -o, la -n cau en el nominatiu i vocatiu singulars. N'és un exemple religio, religionis ('religió'). Cal remarcar que si la -o és breu, es converteix en -i en la resta de casos: per exemple, cardo, cardinis ('frontissa'). Les paraules acabades en -men són sempre neutres i conserven la -n en nominatiu, vocatiu i acusatiu singular; en els altres casos, la -e esdevé -i. N'és un exemple flamen, flaminis ('flamen').

Temes en sibilant
Es tracta de paraules de tema en -s que només conserven el tema original en el nominatiu i el vocatiu singular. En la resta de casos, la -s esdevé -r per un fenomen conegut com a rotacisme. N'és un exemple os, oris ('boca')
Els substantius amb nominatiu en -us i genitiu en -eris o -oris són neutres en la gran majoria de casos. En són exemples genus, generis ('gènere') o tempus, temporis ('temps').
Per conèixer el tema d'aquestes paraules no cal fixar-se en el nominatiu, sinó en el genitiu. L'arrel que s'obté quan es retira la desinència -is del genitiu és el tema que es manté al llarg de la flexió. Per exemple, per trobar l'arrel de pontifex, pontificis, es trauria la desinència -is del genitiu, donant com a resultat el tema pontific-.

#### Temes en-i
Algunes paraules de la tercera declinació tenen l'arrel acabada en -i. Dins d'aquest grup de paraules es poden distingir tres subgrups diferents:

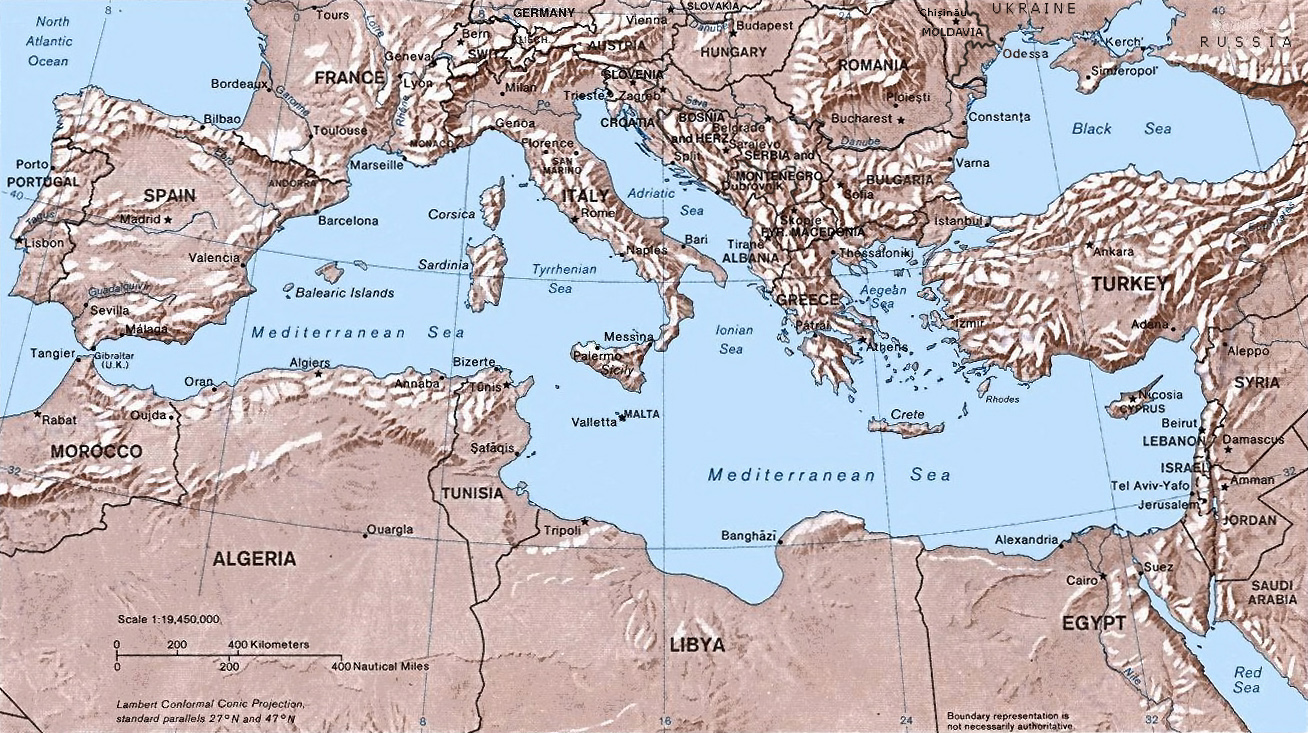
Els romans donaven al mar Mediterrani el nom de Mare Nostrum, 'mar nostre'.

- Els substantius i adjectius masculins i femenins amb el nominatiu i vocatiu singulars acabats en -is. En són exemples avis, avis ('ocell') i amnis, amnis ('torrent d'aigua'). Se'ls anomena parisil·làbics pel fet que tenen un nombre idèntic de síl·labes en el nominatiu i el genitiu singulars.[4]
- Hi ha paraules que perden la -i de l'arrel en el nominatiu i vocatiu singulars. El contacte de l'última consonant de l'arrel amb la -s fa que caigui la consonant de l'arrel. N'és un exemple Mars, Martis ('Mart'). Aquestes paraules es poden reconèixer perquè el seu genitiu plural acaba en -ium.
- Els mots neutres derivats acabats en -al, -ar o -e que deriven de paraules acabades en -ali, -ari o -i formen el nominatiu singular amb un tema zero (-Ø). La -i del tema pot sofrir dues modificacions: es transforma en -e en una síl·laba final oberta i desapareix quan la síl·laba anterior és llarga. N'és un exemple animale, animal ('animal'). Tanmateix, l'ablatiu es manté en -i.
- El mot vis, vis ('força') és un cas particular. En singular conserva la flexió dels temes en -i, però el plural es basa en un tema en vis transformat en vir per rotacisme. Tanmateix, el genitiu plural conserva la terminació -ium dels substantius de tema en -i.

Exemples de substantius de tema en -i
| Declinació d'avis ('ocell') | Declinació d'avis ('ocell') | Declinació d'avis ('ocell') |
|                             | Singular                    | Plural                      |
| --------------------------- | --------------------------- | --------------------------- |
| Nominatiu                   | av-is                       | av-es                       |
| Vocatiu                     | av-is                       | av-es                       |
| Acusatiu                    | av-em                       | av-es                       |
| Genitiu                     | av-is                       | av-ium                      |
| Datiu                       | av-i                        | av-ibus                     |
| Ablatiu                     | av-e                        | av-ibus                     |

| Declinació de pars ('part') | Declinació de pars ('part') | Declinació de pars ('part') |
|                             | Singular                    | Plural                      |
| --------------------------- | --------------------------- | --------------------------- |
| Nominatiu                   | pars                        | part-es                     |
| Vocatiu                     | pars                        | part-es                     |
| Acusatiu                    | part-em                     | part-es                     |
| Genitiu                     | part-is                     | part-ium                    |
| Datiu                       | part-i                      | part-ibus                   |
| Ablatiu                     | part-i                      | part-ibus                   |

| Declinació de mare ('mar') | Declinació de mare ('mar') | Declinació de mare ('mar') |
|                            | Singular                   | Plural                     |
| -------------------------- | -------------------------- | -------------------------- |
| Nominatiu                  | mar-e                      | mar-ia                     |
| Vocatiu                    | mar-e                      | mar-ia                     |
| Acusatiu                   | mar-e                      | mar-ia                     |
| Genitiu                    | mar-is                     | mar-ium                    |
| Datiu                      | mar-i                      | mar-ibus                   |
| Ablatiu                    | mar-e                      | mar-ibus                   |

#### Adjectius

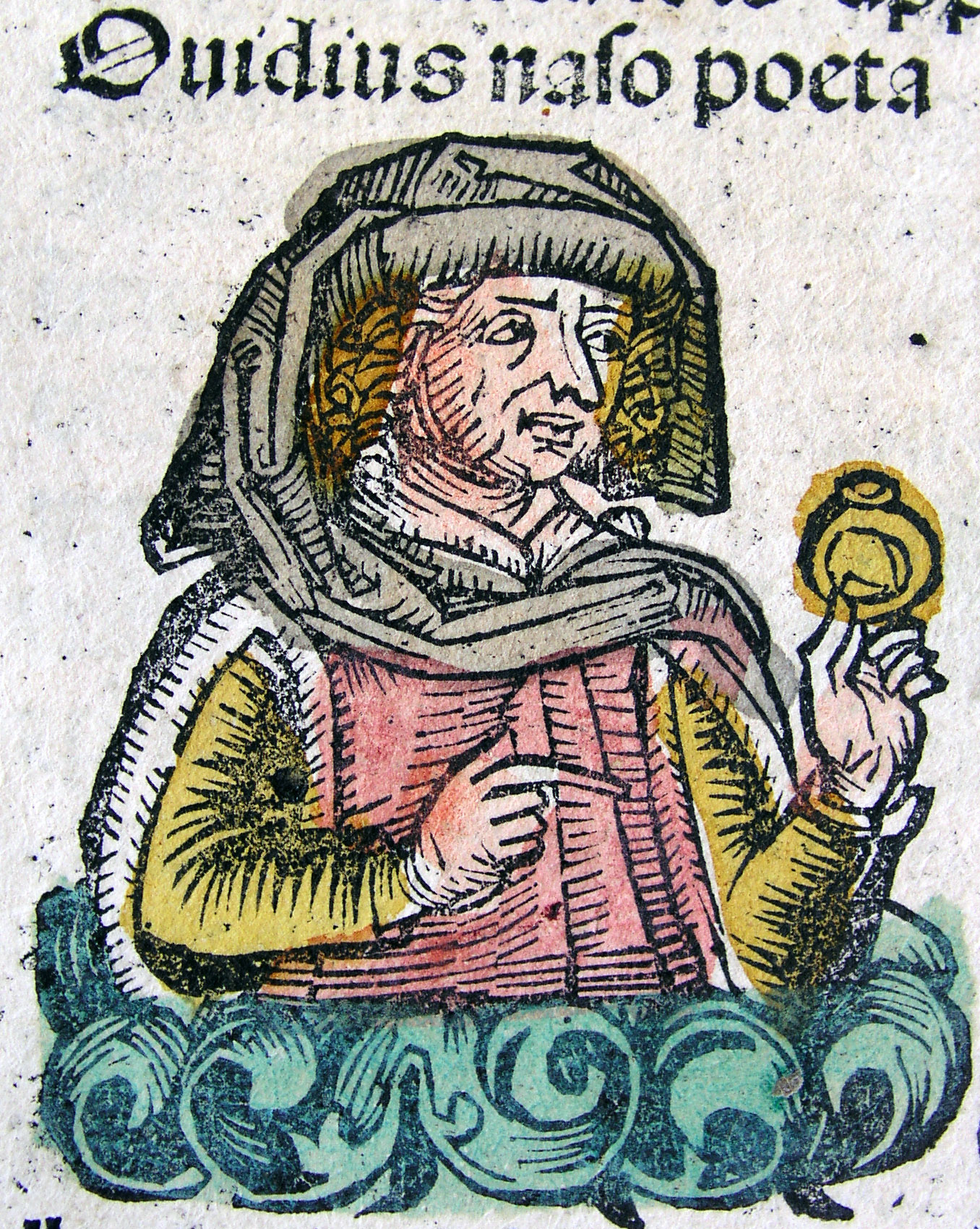
Les Tristia d'Ovidi reflecteixen la seva profunda pena per haver estat exiliat de Roma.

De la mateixa manera que els substantius, els adjectius de la tercera declinació també es poden classificar segons si tenen el tema en -i o en consonant; en són exemples ingens, ingentis ('enorme') i vetus, veteris ('vell'), respectivament.
Els adjectius de tema en consonant no presenten cap complicació particular, però els de tema en -i són més complexos. La majoria d'ells tenen una doble terminació: -is pel masculí i el femení i -e pel neutre. El nominatiu, vocatiu i acusatiu plurals del neutre són diferents, però els altres casos són idèntics als seus homòlegs en masculí i femení. Aquests adjectius també tenen l'ablatiu singular en -i perquè no es confongui amb el nominatiu, vocatiu o acusatiu neutres.
En català, els adjectius de tema en -i s'han transformat sovint en adjectius que són iguals tant en masculí com en femení.
audaç (d'audax)
difícil (de difficilis, difficile)
incipient (d'incipiens)
Tanmateix, hi ha excepcions: adjectius que en llatí només tenien una terminació però que en català n'han adoptat una segona per expressar el gènere femení, com per exemple 'agre', 'agra'.
| Declinació de tristis ('trist') | Declinació de tristis ('trist') | Declinació de tristis ('trist') | Declinació de tristis ('trist') | Declinació de tristis ('trist') |
|                                 | Singular m./f.                  | Singular n.                     | Plural m./f.                    | Plural n.                       |
| ------------------------------- | ------------------------------- | ------------------------------- | ------------------------------- | ------------------------------- |
| Nominatiu                       | trist-is                        | trist-e                         | trist-es                        | trist-ia                        |
| Vocatiu                         | trist-is                        | trist-e                         | trist-es                        | trist-ia                        |
| Acusatiu                        | trist-em                        | trist-e                         | trist-es                        | trist-ia                        |
| Genitiu                         | trist-is                        | trist-is                        | trist-ium                       | trist-ium                       |
| Datiu                           | trist-i                         | trist-i                         | trist-ibus                      | trist-ibus                      |
| Ablatiu                         | trist-i                         | trist-i                         | trist-ibus                      | trist-ibus                      |

Un segon conjunt d'adjectius presenta una forma idèntica pels tres gèneres en el nominatiu i vocatiu singulars. En determinats casos, la -i de l'arrel cau, provocant un contacte entre la -t de l'arrel i la desinència -s del cas. Com a conseqüència d'aquest contacte, la -t de l'arrel desapareix.
| Declinació de clemens ('clement') | Declinació de clemens ('clement') | Declinació de clemens ('clement') | Declinació de clemens ('clement') | Declinació de clemens ('clement') |
|                                   | Singular m./f.                    | Singular n.                       | Plural m./f.                      | Plural n.                         |
| --------------------------------- | --------------------------------- | --------------------------------- | --------------------------------- | --------------------------------- |
| Nominatiu                         | clemen-s                          | clemen-s                          | clement-es                        | clement-ia                        |
| Vocatiu                           | clemen-s                          | clemen-s                          | clement-es                        | clement-ia                        |
| Acusatiu                          | clement-em                        | clemen-s                          | clement-es                        | clement-ia                        |
| Genitiu                           | clement-is                        | clement-is                        | clement-ium                       | clement-ium                       |
| Datiu                             | clement-i                         | clement-i                         | clement-ibus                      | clement-ibus                      |
| Ablatiu                           | clement-i                         | clement-i                         | clement-ibus                      | clement-ibus                      |

Finalment, un grup reduït d'adjectius presenta una forma diferent per a cadascun dels tres gèneres en el nominatiu i vocatiu singulars. Aquests adjectius s'enuncien amb les tres formes: acer, acris, acre ('agre').
| Declinació dacris ('agre') | Declinació dacris ('agre') | Declinació dacris ('agre') | Declinació dacris ('agre') | Declinació dacris ('agre') | Declinació dacris ('agre') | Declinació dacris ('agre') |
|                            | Singular m.                | Singular f.                | Singular n.                | Plural m.                  | Plural f.                  | Plural n.                  |
| -------------------------- | -------------------------- | -------------------------- | -------------------------- | -------------------------- | -------------------------- | -------------------------- |
| Nominatiu                  | acer                       | acr-is                     | acr-e                      | acr-es                     | acr-es                     | acr-ia                     |
| Vocatiu                    | acer                       | acr-is                     | acr-e                      | acr-es                     | acr-es                     | acr-ia                     |
| Acusatiu                   | acr-em                     | acr-em                     | acr-e                      | acr-es                     | acr-es                     | acr-ia                     |
| Genitiu                    | acr-is                     | acr-is                     | acr-is                     | acr-ium                    | acr-ium                    | acr-ium                    |
| Datiu                      | acr-i                      | acr-i                      | acr-i                      | acr-ibus                   | acr-ibus                   | acr-ibus                   |
| Ablatiu                    | acr-i                      | acr-i                      | acr-i                      | acr-ibus                   | acr-ibus                   | acr-ibus                   |

### Quarta declinació
| Declinació de senatus ('senat') | Declinació de senatus ('senat') | Declinació de senatus ('senat') |
|                                 | Singular                        | Plural                          |
| ------------------------------- | ------------------------------- | ------------------------------- |
| Nominatiu                       | senat-us                        | senat-us                        |
| Vocatiu                         | senat-us                        | senat-us                        |
| Acusatiu                        | senat-um                        | senat-us                        |
| Genitiu                         | senat-us                        | senat-uum                       |
| Datiu                           | senat-ui                        | senat-ibus                      |
| Ablatiu                         | senat-u                         | senat-ibus                      |

| Declinació de cornu ('banya') | Declinació de cornu ('banya') | Declinació de cornu ('banya') |
|                               | Singular                      | Plural                        |
| ----------------------------- | ----------------------------- | ----------------------------- |
| Nominatiu                     | corn-u                        | corn-ua                       |
| Vocatiu                       | corn-u                        | corn-ua                       |
| Acusatiu                      | corn-u                        | corn-ua                       |
| Genitiu                       | corn-us                       | corn-uum                      |
| Datiu                         | corn-ui                       | corn-ibus                     |
| Ablatiu                       | corn-u                        | corn-ibus                     |

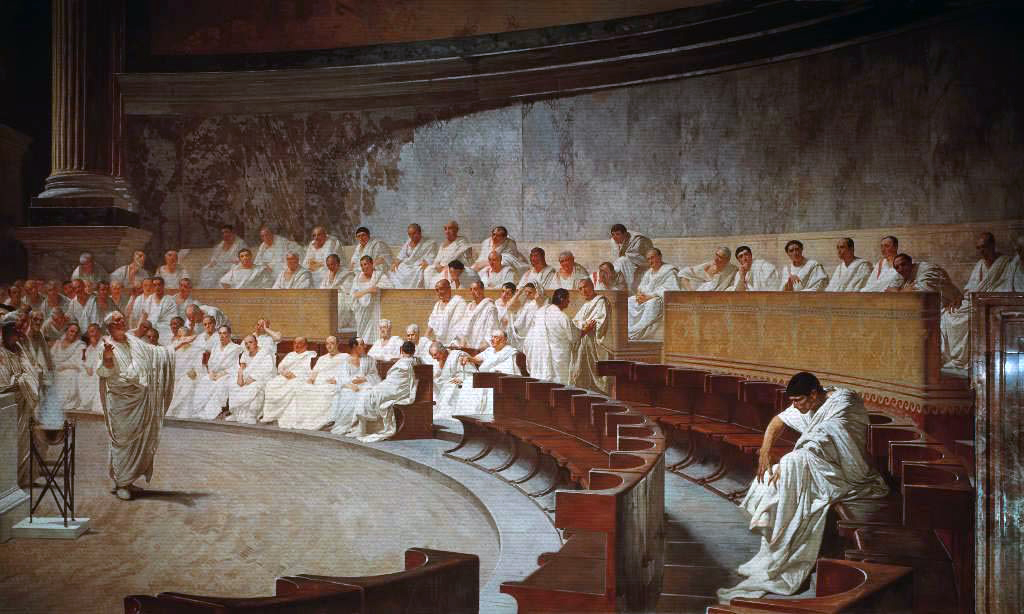
Ciceró ataca Catilina al Senat (senatus). Fresc de Cesare Maccari.

Els mots que es regeixen per la quarta declinació tenen el tema en -u. A diferència d'altres declinacions, la quarta declinació només pot contenir substantius. Els mots masculins i femenins formen el nominatiu singular afegint la desinència -s, mentre que els neutres el formen sense afegir cap morfema (desinència Ø).
Encara que pugui semblar que la terminació -ibus del datiu i l'ablatiu plurals sigui idèntica a la que es dona en la tercera declinació, en realitat aquesta deriva d'una forma primitiva -ubus. En els casos en què hi podria haver confusió amb un mot de la tercera declinació (artus, 'membre', de la quarta declinació, i ars, 'art', de la tercera, per exemple), el substantiu de la quarta declinació conserva la desinència primitiva. Així doncs, seguint l'exemple ja citat, el datiu i ablatiu plurals d'artus, artus serien artubus, i no pas artibus*.
Cal destacar el substantiu domus, domus ('casa'), que ha heretat una declinació complexa de l'antic protoindoeuropeu. Es tracta d'un nom de la quarta declinació que declina alguns casos seguint la segona declinació:
- Datiu i ablatiu singulars: domo
- Locatiu: domi
- Acusatiu plural: domos
- Genitiu plural: domorum

### Cinquena declinació
| Declinació de spes ('esperança') | Declinació de spes ('esperança') | Declinació de spes ('esperança') |
|                                  | Singular                         | Plural                           |
| -------------------------------- | -------------------------------- | -------------------------------- |
| Nominatiu                        | sp-es                            | sp-es                            |
| Vocatiu                          | sp-es                            | sp-es                            |
| Acusatiu                         | sp-em                            | sp-es                            |
| Genitiu                          | sp-ei                            | sp-erum                          |
| Datiu                            | sp-ei                            | sp-ebus                          |
| Ablatiu                          | sp-e                             | sp-ebus                          |

| Declinació de dies ('dia') | Declinació de dies ('dia') | Declinació de dies ('dia') |
|                            | Singular                   | Plural                     |
| -------------------------- | -------------------------- | -------------------------- |
| Nominatiu                  | di-es                      | di-es                      |
| Vocatiu                    | di-es                      | di-es                      |
| Acusatiu                   | di-em                      | di-es                      |
| Genitiu                    | di-ei                      | di-erum                    |
| Datiu                      | di-ei                      | di-ebus                    |
| Ablatiu                    | di-e                       | di-ebus                    |

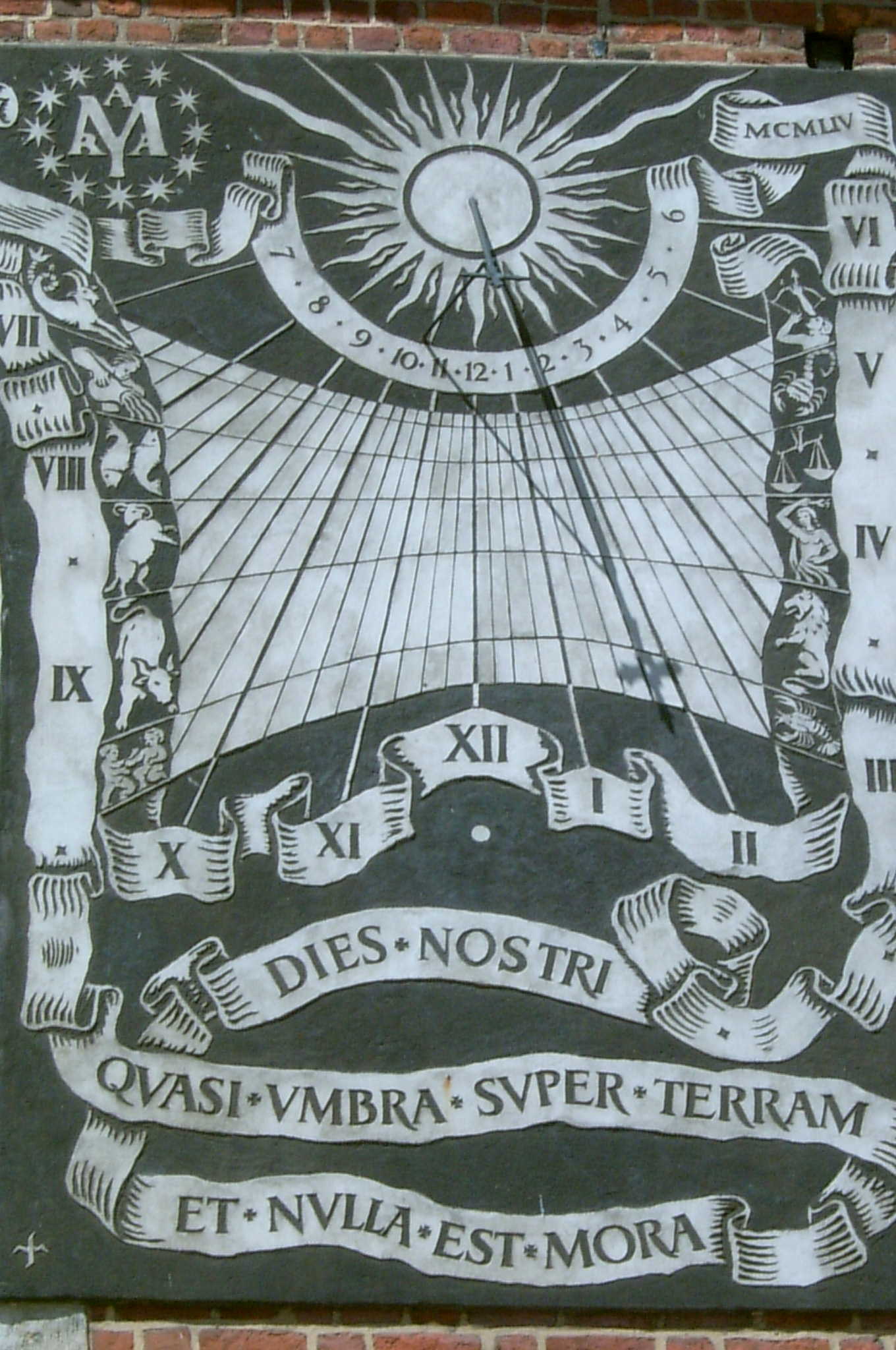
Els rellotges de sol serveixen per comptar les hores del dia (dies). Catedral de Santa Maria de Cracòvia.

Els mots que es regeixen per la cinquena declinació tenen el tema en -e. Tots els mots de la cinquena declinació són substantius de gènere femení, excepte dies, diei ('dia'), que en singular pot tenir qualsevol dels dos gèneres. Les paraules de la cinquena declinació formen el singular afegint la desinència -s. Només hi ha dues paraules que tinguin la declinació completa amb tots els casos, dies, diei i res, rei ('cosa').
Com que la paraula res té un significat molt vague i imprecís (comparable al del seu homòleg en el català actual, 'cosa'), es pot combinar amb adjectius per donar-li un significat més concret. Així doncs, res gestae significa 'gestes', i res familiaris (literalment, 'cosa familiar') vol dir 'patrimoni'. Finalment, cal destacar la paraula res publica, que literalment significa 'cosa pública' i que en català modern ha donat la paraula 'república'. Tot i que en llatí es podia escriure com una única paraula (respublica), a l'hora de declinar-la, el substantiu i l'adjectiu es flexionaven per separat:
- Nominatiu singular: respublica
- Acusatiu singular: rempublicam
- Genitiu singular: reipublicae
- etc.

## Altres paraules

### Demostratius
Com en les altres llengües, en llatí els demostratius serveixen per indicar la distància temporal o espacial entre l'orador i quelcom. També com en altres llengües romàniques, en llatí els demostratius poden tenir una funció de subjecte (referint-se a un substantiu que ja ha estat mencionat abans o que és conegut per tots els interlocutors) o de complement adjectival.
Hi ha tres demostratius, que es declinen de la següent manera:
| Hic, haec, hoc ('aquest', 'aquesta') | Hic, haec, hoc ('aquest', 'aquesta') | Hic, haec, hoc ('aquest', 'aquesta') | Hic, haec, hoc ('aquest', 'aquesta') | Hic, haec, hoc ('aquest', 'aquesta') | Hic, haec, hoc ('aquest', 'aquesta') | Hic, haec, hoc ('aquest', 'aquesta') |
|                                      | Singular m.                          | Singular f.                          | Singular n.                          | Plural m.                            | Plural f.                            | Plural n.                            |
| ------------------------------------ | ------------------------------------ | ------------------------------------ | ------------------------------------ | ------------------------------------ | ------------------------------------ | ------------------------------------ |
| Nominatiu                            | hic                                  | haec                                 | hoc                                  | hi                                   | hae                                  | haec                                 |
| Acusatiu                             | hunc                                 | hanc                                 | hoc                                  | hos                                  | has                                  | haec                                 |
| Genitiu                              | huius                                | huius                                | huius                                | horum                                | harum                                | horum                                |
| Datiu                                | huic                                 | huic                                 | huic                                 | his                                  | his                                  | his                                  |
| Ablatiu                              | hoc                                  | hac                                  | hoc                                  | his                                  | his                                  | his                                  |

| Iste, ista, istud ('aqueix', 'aqueixa') | Iste, ista, istud ('aqueix', 'aqueixa') | Iste, ista, istud ('aqueix', 'aqueixa') | Iste, ista, istud ('aqueix', 'aqueixa') | Iste, ista, istud ('aqueix', 'aqueixa') | Iste, ista, istud ('aqueix', 'aqueixa') | Iste, ista, istud ('aqueix', 'aqueixa') |
|                                         | Singular m.                             | Singular f.                             | Singular n.                             | Plural m.                               | Plural f.                               | Plural n.                               |
| --------------------------------------- | --------------------------------------- | --------------------------------------- | --------------------------------------- | --------------------------------------- | --------------------------------------- | --------------------------------------- |
| Nominatiu                               | iste                                    | ista                                    | istud                                   | isti                                    | istae                                   | ista                                    |
| Acusatiu                                | istum                                   | istam                                   | istud                                   | istos                                   | istas                                   | ista                                    |
| Genitiu                                 | istius                                  | istius                                  | istius                                  | istorum                                 | istarum                                 | istorum                                 |
| Datiu                                   | isti                                    | isti                                    | isti                                    | istis                                   | istis                                   | istis                                   |
| Ablatiu                                 | isto                                    | ista                                    | isto                                    | istis                                   | istis                                   | istis                                   |

| Ille, illa, illud ('aquell', 'aquella') | Ille, illa, illud ('aquell', 'aquella') | Ille, illa, illud ('aquell', 'aquella') | Ille, illa, illud ('aquell', 'aquella') | Ille, illa, illud ('aquell', 'aquella') | Ille, illa, illud ('aquell', 'aquella') | Ille, illa, illud ('aquell', 'aquella') |
|                                         | Singular m.                             | Singular f.                             | Singular n.                             | Plural m.                               | Plural f.                               | Plural n.                               |
| --------------------------------------- | --------------------------------------- | --------------------------------------- | --------------------------------------- | --------------------------------------- | --------------------------------------- | --------------------------------------- |
| Nominatiu                               | ille                                    | illa                                    | illud                                   | illi                                    | illae                                   | illa                                    |
| Acusatiu                                | illum                                   | illam                                   | illud                                   | illos                                   | illas                                   | illa                                    |
| Genitiu                                 | illius                                  | illius                                  | illius                                  | illorum                                 | illarum                                 | illorum                                 |
| Datiu                                   | illi                                    | illi                                    | illi                                    | illis                                   | illis                                   | illis                                   |
| Ablatiu                                 | illo                                    | illa                                    | illo                                    | illis                                   | illis                                   | illis                                   |

En la forma femenina, els demostratius es basen en un tema en -a, mentre que en masculí i neutre es basen en un tema en -o. Les excepcions són les terminacions del genitiu i datiu singular, que són -ius i -i, respectivament, pels tres gèneres.
Les formes hic, haec i hoc s'escrivien originalment com a hi, hae, ho, però durant l'evolució de la llengua se'ls afegí la desinència -ce. En llatí clàssic, aquesta desinència perdé la -e i només es conserva en les formes monosil·làbiques. La -m de l'acusatiu es transforma en -n davant d'aquesta desinència.
Com en català, l'ús del demostratiu pot tenir un valor despectiu: Cum esset iste Agrigenti […] («Estant aquest [Verres] a Agrigent […]»). Un ús addicional del demostratiu en llatí serveix per donar èmfasi.

### Graus de l'adjectiu
Els adjectius poden tenir tres tipus de graus. El grau més habitual és el grau positiu, en què l'adjectiu simplement denota una qualitat del substantiu:
'El Sol és brillant', Sol luculentus est
En canvi, quan es vol comparar la intensitat d'aquesta qualitat en comparació amb una altra, s'utilitza el grau comparatiu. El comparatiu pot ser de superioritat, d'igualtat o d'inferioritat:
Sol magis luculentus est quam Luna ('El Sol és més brillant que la Lluna')
Stellae tam luculentae sunt quam Luna ('Les estrelles són tan brillants com la Lluna')
Luna minus luculenta est quam Sol ('La Lluna és menys brillant que el Sol')
En llatí, el comparatiu de superioritat també es pot formar afegint unes terminacions especials a l'arrel de l'adjectiu: -ior pel masculí i el femení, -ius pel neutre. Aquestes terminacions es declinen com els adjectius de tema en consonant.
Solis luculentior est quam Luna
| Singular  | Singular        | Singular        |
|           | M./F.           | Neutre          |
| --------- | --------------- | --------------- |
| Nominatiu | luculent-ior    | luculent-ius    |
| Vocatiu   | luculent-ior    | luculent-ius    |
| Acusatiu  | luculent-ior-em | luculent-ius    |
| Genitiu   | luculent-ior-is | luculent-ior-is |
| Datiu     | luculent-ior-i  | luculent-ior-i  |
| Ablatiu   | luculent-ior-e  | luculent-ior-e  |

| Plural    | Plural            | Plural            |
|           | M./F.             | Neutre            |
| --------- | ----------------- | ----------------- |
| Nominatiu | luculent-ior-es   | luculent-ior-a    |
| Vocatiu   | luculent-ior-es   | luculent-ior-a    |
| Acusatiu  | luculent-ior-es   | luculent-ior-a    |
| Genitiu   | luculent-ior-um   | luculent-ior-um   |
| Datiu     | luculent-ior-ibus | luculent-ior-ibus |
| Ablatiu   | luculent-ior-ibus | luculent-ior-ibus |

El grau superlatiu va més enllà. Indica que la qualitat del substantiu és superior no només a la d'un altre substantiu, sinó de tots els altres. També pot denotar que la qualitat del substantiu és màxima.
Leo fortissimus est, 'El lleó és fortíssim' (superlatiu absolut)
Leo fortissimus inter omnium animalium est, 'El lleó és el més fort de tots els animals' (superlatiu relatiu)
El superlatiu llatí es forma afegint la terminació -issimus, -issima, -issimum a l'arrel de l'adjectiu. Aquesta desinència es declina com un adjectiu de tema en vocal. Una excepció són els adjectius acabats en -er, que utilitzen les desinències -errimus, -errima, -errimum (un vestigi d'això en el català és el superlatiu 'paupèrrim'). Una segona excepció són alguns adjectius acabats en -ilis, que fan el superlatiu en -illimus, -illima, -illimus.

### Numerals

#### Cardinals

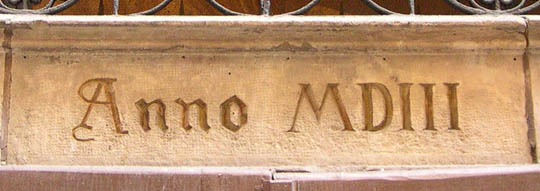
L'any 1503 en xifres romanes. Llinda de la capella de Sant Cristòfol (Barcelona).

Els nombres cardinals són els que es fan servir per descriure quantitats exactes: un, seixanta, vuitanta-tres, etc., i es poden fer servir com a pronoms o com a adjectius determinants. En llatí, la immensa majoria de nombres són invariables, i els únics que es declinen són l'u, el dos, el tres, les centenes i els milers. Per la seva pròpia naturalesa, els numerals no es declinen per nombre, sinó únicament per gènere i cas.
Unus es declina igual que els adjectius en vocal, excepte en el genitiu i el datiu, on pren les terminacions de la declinació pronominal. Duo té una flexió híbrida dels temes en -a, en -o i en consonant. Finalment, tres es declina igual que els adjectius en -i de la tercera declinació.
| Unus, I ('U', '1') | Unus, I ('U', '1') | Unus, I ('U', '1') | Unus, I ('U', '1') |
|                    | M.                 | F.                 | Neutre             |
| ------------------ | ------------------ | ------------------ | ------------------ |
| Nominatiu          | un-us              | un-a               | un-um              |
| Acusatiu           | un-um              | un-am              | un-um              |
| Genitiu            | un-ius             | un-ius             | un-ius             |
| Datiu              | un-i               | un-i               | un-i               |
| Ablatiu            | un-o               | un-a               | un-o               |

| Duo, II ('Dos', '2') | Duo, II ('Dos', '2') | Duo, II ('Dos', '2') | Duo, II ('Dos', '2') |
|                      | M.                   | F.                   | Neutre               |
| -------------------- | -------------------- | -------------------- | -------------------- |
| Nominatiu            | du-o                 | du-ae                | du-o                 |
| Acusatiu             | du-os                | du-as                | du-o                 |
| Genitiu              | du-orum              | du-arum              | du-orum              |
| Datiu                | du-obus              | du-abus              | du-obus              |
| Ablatiu              | du-obus              | du-abus              | du-obus              |

| Tres, III ('Tres', '3') | Tres, III ('Tres', '3') | Tres, III ('Tres', '3') |
|                         | M./F.                   | Neutre                  |
| ----------------------- | ----------------------- | ----------------------- |
| Nominatiu               | tr-es                   | tr-ia                   |
| Acusatiu                | tr-es                   | tr-ia                   |
| Genitiu                 | tr-ium                  | tr-ium                  |
| Datiu                   | tr-ibus                 | tr-ibus                 |
| Ablatiu                 | tr-ibus                 | tr-ibus                 |

D'altra banda, el nombre cent (100) és indeclinable, però els seus compostos (dos-cents, sis-cents, mil nou-cents, etc.) es declinen igual que els adjectius en -us, -a, -um. Finalment, el nombre mil (1.000) té dues formes: mille, que és invariable; i millia, que es declina com els noms neutres de la tercera declinació.
| Ducentum, CC ('Dos-cents', '200') | Ducentum, CC ('Dos-cents', '200') | Ducentum, CC ('Dos-cents', '200') | Ducentum, CC ('Dos-cents', '200') |
|                                   | M.                                | F.                                | Neutre                            |
| --------------------------------- | --------------------------------- | --------------------------------- | --------------------------------- |
| Nominatiu                         | ducent-i                          | ducent-ae                         | ducent-a                          |
| Acusatiu                          | ducent-os                         | ducent-as                         | ducent-a                          |
| Genitiu                           | ducent-orum                       | ducent-arum                       | ducent-orum                       |
| Datiu                             | ducent-is                         | ducent-is                         | ducent-is                         |
| Ablatiu                           | ducent-is                         | ducent-is                         | ducent-is                         |

| Nominatiu | mil-ia   |
| Acusatiu  | mil-ia   |
| Genitiu   | mil-ium  |
| Datiu     | mil-ibus |
| Ablatiu   | mil-ibus |

#### Ordinals
Els nombres ordinals indiquen la posició que ocupa el mot modificat dins d'una sèrie; per exemple, el vuitè emperador és el que ve després del setè, però abans del novè. La seva flexió en llatí és molt senzilla: es declinen igual que els adjectius en -us, -a, -um.
| Octavus ('Vuitè') | Octavus ('Vuitè') | Octavus ('Vuitè') | Octavus ('Vuitè') |
|                   | M.                | F.                | Neutre            |
| ----------------- | ----------------- | ----------------- | ----------------- |
| Nominatiu         | octav -us         | octav -a          | octav -um         |
| Acusatiu          | octav -um         | octav -am         | octav -um         |
| Genitiu           | octav -orum       | octav -arum       | octav -orum       |
| Datiu             | octav -is         | octav -is         | octav -is         |
| Ablatiu           | octav -is         | octav -is         | octav -is         |

| Quartus decimus ('Catorzè') | Quartus decimus ('Catorzè') | Quartus decimus ('Catorzè') | Quartus decimus ('Catorzè') |
|                             | M.                          | F.                          | Neutre                      |
| --------------------------- | --------------------------- | --------------------------- | --------------------------- |
| Nominatiu                   | quart -us decim -us         | quart -a decim -a           | quart -um decim -um         |
| Acusatiu                    | quart -um decim -um         | quart -am decim -am         | quart -um decim -um         |
| Genitiu                     | quart -orum decim -orum     | quart -arum decim -arum     | quart -orum decim -orum     |
| Datiu                       | quart -is decim -is         | quart -is decim -is         | quart -is decim -is         |
| Ablatiu                     | quart -is decim -is         | quart -is decim -is         | quart -is decim -is         |

### Pronoms personals
| 1a persona | 1a persona | 1a persona     | 2a persona | 2a persona     | Reflexiu |
|            | Singular   | Plural         | Singular   | Plural         | S./P.    |
| ---------- | ---------- | -------------- | ---------- | -------------- | -------- |
| Nominatiu  | ego        | nos            | tu         | vos            | –        |
| Vocatiu    | –          | –              | tu         | vos            | –        |
| Acusatiu   | me         | nos            | te         | vos            | se       |
| Genitiu    | mei        | nostrum/nostri | tui        | vestrum/vestri | sui      |
| Datiu      | mihi       | nobis          | tibi       | vobis          | sibi     |
| Ablatiu    | me         | nobis          | te         | vobis          | se       |

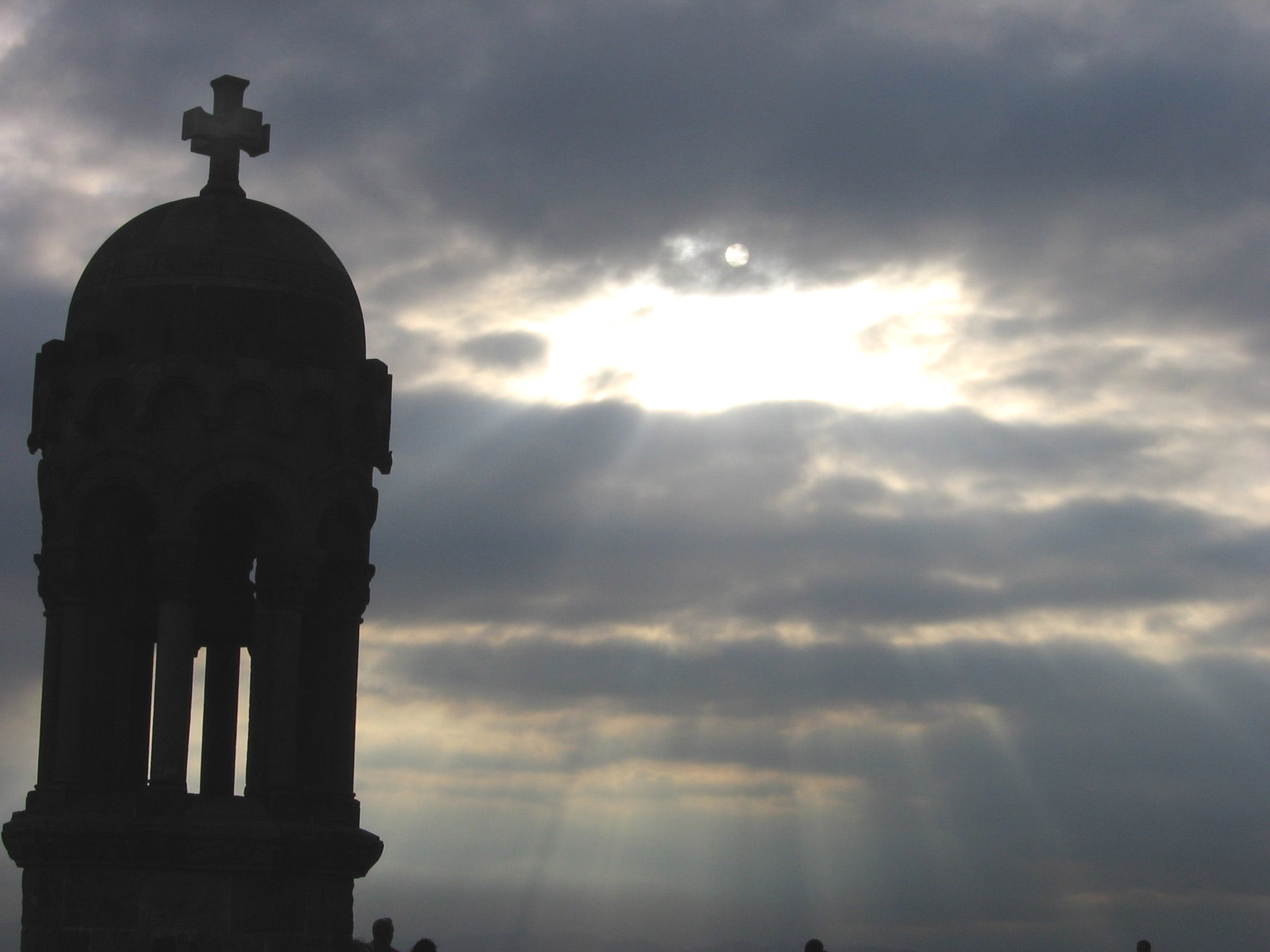
El nom del Tibidabo és d'origen religiós, i prové de l'expressió llatina tibi dabo ('et donaré').

- En llatí no hi ha cap pronom personal de tercera persona, sinó que es fa servir el demostratiu anafòric is, ea, id (vegeu més avall).
- Per la seva naturalesa, el pronom reflexiu no té ni nominatiu ni vocatiu.
- Les formes nostrum/nostri i vostrum/vostri són l'acusatiu i el genitiu singulars dels possessius noster i vester.
- Quan un pronom personal en ablatiu porta la preposició cum ('amb'), aquesta s'afegeix com un sufix al pronom: mecum, secum, etc. La forma repetida de l'expressió (cum mecum, cum secum) es reflecteix en algunes llengües romàniques modernes: en castellà, per exemple, conmigo i consigo deriven d'aquesta peculiaritat del llatí.[31]
- Durant l'evolució del català a l'edat mitjana, als pronoms llatins nos i vos se'ls afegí el pronom 'altres', donant com a resultat les formes modernes 'nosaltres' i 'vosaltres'.[32]

### Pronoms relatius i interrogatius-definits

#### Pronoms relatius
Els pronoms relatius són aquells que substitueixen un nom que ja ha estat mencionat anteriorment, i introdueixen una oració subordinada relativa, complint una funció de nexe.
| Qui, quae, quod ('qui', 'que') | Qui, quae, quod ('qui', 'que') | Qui, quae, quod ('qui', 'que') | Qui, quae, quod ('qui', 'que') | Qui, quae, quod ('qui', 'que') | Qui, quae, quod ('qui', 'que') | Qui, quae, quod ('qui', 'que') |
|                                | Singular m.                    | Singular f.                    | Singular n.                    | Plural m.                      | Plural f.                      | Plural n.                      |
| ------------------------------ | ------------------------------ | ------------------------------ | ------------------------------ | ------------------------------ | ------------------------------ | ------------------------------ |
| Nominatiu                      | qui                            | quae                           | quod                           | qui                            | quae                           | quae                           |
| Acusatiu                       | quem                           | quam                           | quod                           | quos                           | quas                           | quae                           |
| Genitiu                        | cuius                          | cuius                          | cuius                          | quorum                         | quarum                         | quorum                         |
| Datiu                          | cui                            | cui                            | cui                            | quibus                         | quibus                         | quibus                         |
| Ablatiu                        | quo                            | qua                            | quo                            | quibus                         | quibus                         | quibus                         |

Excepte quem i quibus (formats a partir de l'interrogatiu indefinit antic de tema en -i), els pronoms relatius es declinen com un adjectiu de tema en -o pel masculí i el neutre, i de tema en -a pel femení. El gènere neutre també presenta un reforç dental -d en el singular, i en plural substitueix la terminació típica neutra -a per -ae. També cal destacar que, com en el cas dels pronoms demostratius, el genitiu i datiu singulars dels pronoms relatius tenen la mateixa forma per tots els gèneres.
En català, la flexió llatina dels pronoms relatius s'ha simplificat molt, i actualment predomina l'ús de «que» quan no és regit per una preposició i «qui» quan ho és. També es fan servir «el qual» i els seus derivats en gènere i nombre.

#### Pronoms interrogatius-indefinits

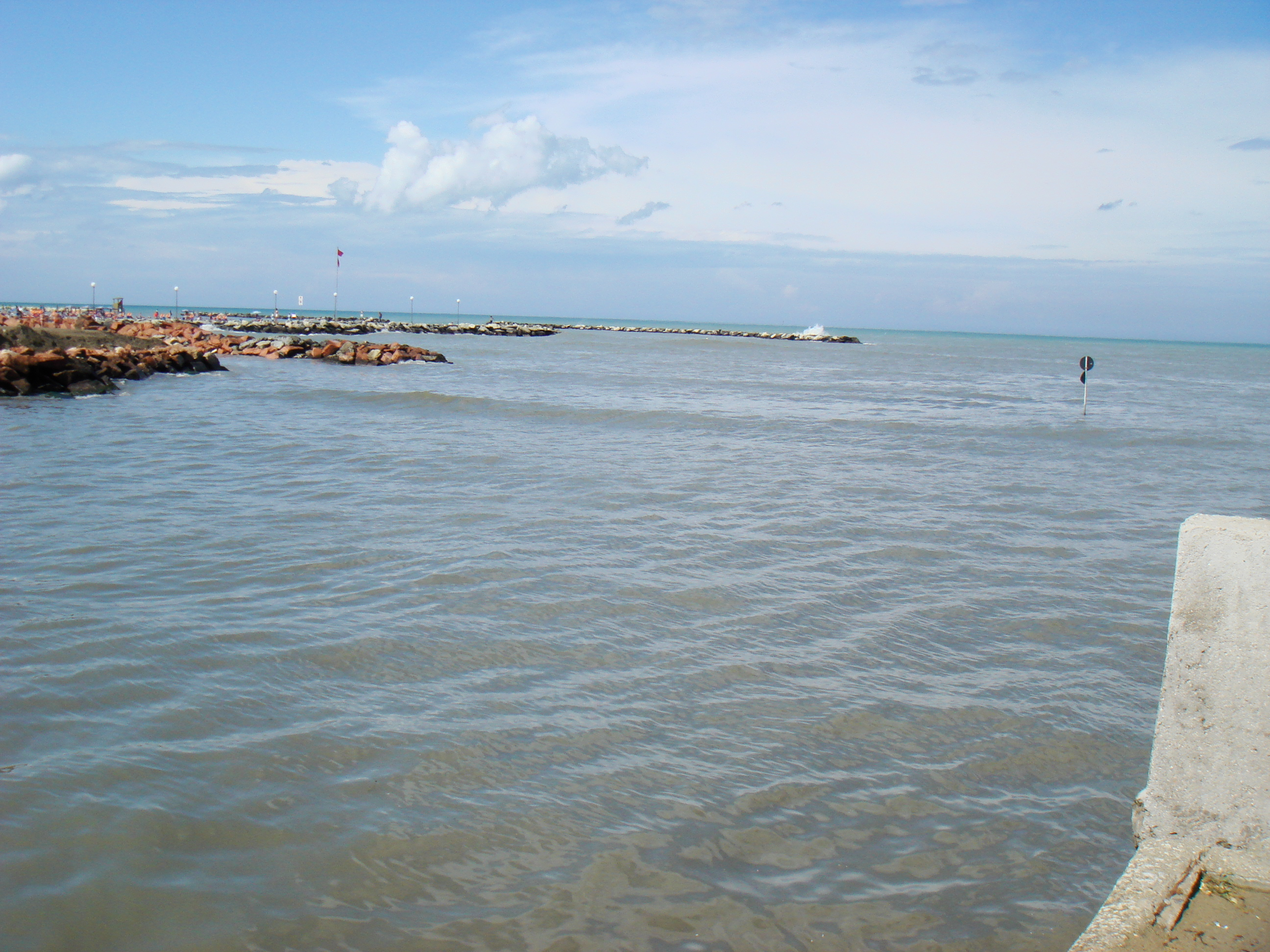
El riu Rubicó avui en dia. L'any 49 aC, Juli Cèsar el travessà amb el seu exèrcit, desafiant el Senat i iniciant la guerra civil amb Pompeu i els Optimats.

Els pronoms interrogatius substitueixen un nom o un adjectiu en una oració interrogativa. Són idèntics als pronoms indefinits, dels quals només se'n diferencien per l'entonació interrogativa.
Aquests pronoms es declinen exactament igual que els relatius excepte en el nominatiu singular masculí i neutre, i l'acusatiu singular neutre.
| SINGULAR  | SINGULAR | SINGULAR | SINGULAR  |
|           | Masculí  | Femení   | Neutre    |
| --------- | -------- | -------- | --------- |
| Nominatiu | quis/qui | quae     | quid/quod |
| Acusatiu  | quem     | quam     | quid/quod |

- Quis i quid poden tenir un paper de pronoms, mentre que qui i quod fan d'adjectius:

Quis custodiet ipsos custodes? ('Qui vigilarà aquests vigilants?') – Qui consul venit? ('Quin cònsol vingué?')
Quid fecit ille? ('Què feu ell?') – Quod flumen Caesar traiecit? ('Quin riu travessà Cèsar?')
- Quis té un ús molt limitat com a pronom indefinit:

Si quis ad me veniat, felix sim ('Si algú vingués a mi, seria feliç')
- En canvi, els seus compostos tenen un ús molt més estès:[36]

Aliquis (aliqui), aliqua, aliquid (aliquod) – 'algun', 'alguna', 'alguna cosa'
Quisque, quaeque, quidque (quodque) – 'cadascun', 'cadascuna', 'cada cosa'
Quidam, quaedam, quidam (quoddam) 'un cert', 'una certa'
En aquests compostos, el pronom definit és l'única part que es declina i la resta del compost roman invariable.

### Altres pronoms

#### Demostratius anafòrics
Els demostratius que fan referència a un substantiu que ha estat mencionat abans sense establir cap mena de relació sintàctica són els denominats demostratius anafòrics. En català, aquesta idea s'expressa amb els demostratius «aquest», «aquesta», com per exemple en la frase «El gat enxampà la rata quan aquesta estava distreta». En aquest cas, «aquesta» substitueix «rata».
A part de la seva funció anafòrica principal, i com ja s'ha dit més amunt, en determinades circumstàncies aquests demostratius poden tenir la funció de pronoms personals de tercera persona. En el genitiu, prenen la funció d'adjectiu possessiu.
| Is, ea, id ('aquest', 'aqueix', 'aquell') | Is, ea, id ('aquest', 'aqueix', 'aquell') | Is, ea, id ('aquest', 'aqueix', 'aquell') | Is, ea, id ('aquest', 'aqueix', 'aquell') | Is, ea, id ('aquest', 'aqueix', 'aquell') | Is, ea, id ('aquest', 'aqueix', 'aquell') | Is, ea, id ('aquest', 'aqueix', 'aquell') |
|                                           | Singular m.                               | Singular f.                               | Singular n.                               | Plural m.                                 | Plural f.                                 | Plural n.                                 |
| ----------------------------------------- | ----------------------------------------- | ----------------------------------------- | ----------------------------------------- | ----------------------------------------- | ----------------------------------------- | ----------------------------------------- |
| Nominatiu                                 | is                                        | ea                                        | id                                        | ei/ii/i                                   | eae                                       | ea                                        |
| Acusatiu                                  | eum                                       | eam                                       | id                                        | eos                                       | eas                                       | ea                                        |
| Genitiu                                   | eius                                      | eius                                      | eius                                      | eorum                                     | earum                                     | eorum                                     |
| Datiu                                     | ei                                        | ei                                        | ei                                        | eis/iis/is                                | eis/iis/is                                | eis/iis/is                                |
| Ablatiu                                   | eo                                        | ea                                        | eo                                        | eis/iis/is                                | eis/iis/is                                | eis/iis/is                                |

#### Demostratius emfàtics
Els demostratius emfàtics són un tipus de demostratius anafòrics que, com ho indica el seu nom, donen més èmfasi a l'expressió. La primera forma de demostratius emfàtics es formen afegint la partícula -dem al demostratiu anafòric, donant com a resultat idem, eadem, idem. La forma «ídem» s'ha conservat en català amb el significat de «la mateixa cosa».
Postero die castra ex loco movent; idem facit Caesar ('L'endemà, aixequen el campament; el mateix fa Cèsar')
La part del demostratiu es declina igual que l'anafòric, mentre que la partícula -dem roman invariable. Es produeixen alguns canvis fonètics:
- is + dem = idem. La consonant sibilant cau davant la dental.
- id + dem = idem. Les dues dentals s'assimilen.
- eum + dem = eundem. La m es converteix en n en contacte amb la dental.

| Idem, eadem, idem ('el mateix', 'la mateixa', 'la mateixa cosa') | Idem, eadem, idem ('el mateix', 'la mateixa', 'la mateixa cosa') | Idem, eadem, idem ('el mateix', 'la mateixa', 'la mateixa cosa') | Idem, eadem, idem ('el mateix', 'la mateixa', 'la mateixa cosa') | Idem, eadem, idem ('el mateix', 'la mateixa', 'la mateixa cosa') | Idem, eadem, idem ('el mateix', 'la mateixa', 'la mateixa cosa') | Idem, eadem, idem ('el mateix', 'la mateixa', 'la mateixa cosa') |
|                                                                  | Singular m.                                                      | Singular f.                                                      | Singular n.                                                      | Plural m.                                                        | Plural f.                                                        | Plural n.                                                        |
| ---------------------------------------------------------------- | ---------------------------------------------------------------- | ---------------------------------------------------------------- | ---------------------------------------------------------------- | ---------------------------------------------------------------- | ---------------------------------------------------------------- | ---------------------------------------------------------------- |
| Nominatiu                                                        | idem                                                             | eadem                                                            | idem                                                             | eidem/iidem/idem                                                 | eaedem                                                           | eadem                                                            |
| Acusatiu                                                         | eundem                                                           | eandem                                                           | idem                                                             | eosdem                                                           | easdem                                                           | eadem                                                            |
| Genitiu                                                          | eiusdem                                                          | eiusdem                                                          | eiusdem                                                          | eorundem                                                         | earundem                                                         | eorudem                                                          |
| Datiu                                                            | eidem                                                            | eidem                                                            | eidem                                                            | eisdem/iisdem/isdem                                              | eisdem/iisdem/isdem                                              | eisdem/iisdem/isdem                                              |
| Ablatiu                                                          | eodem                                                            | eadem                                                            | eodem                                                            | eisdem/iisdem/isdem                                              | eisdem/iisdem/isdem                                              | eisdem/iisdem/isdem                                              |

Un altre demostratiu emfàtic llatí és ipse, ipsa, ipsum, que té un significat lleugerament diferent, ja que expressa identitat personal.
Ipse in Italiam magnis itineribus contendit ('Ell mateix es dirigí a marxes forçades cap a Itàlia')
| Ipse, ipsa, ipsum ('ell mateix', 'ella mateixa', 'allò mateix') | Ipse, ipsa, ipsum ('ell mateix', 'ella mateixa', 'allò mateix') | Ipse, ipsa, ipsum ('ell mateix', 'ella mateixa', 'allò mateix') | Ipse, ipsa, ipsum ('ell mateix', 'ella mateixa', 'allò mateix') | Ipse, ipsa, ipsum ('ell mateix', 'ella mateixa', 'allò mateix') | Ipse, ipsa, ipsum ('ell mateix', 'ella mateixa', 'allò mateix') | Ipse, ipsa, ipsum ('ell mateix', 'ella mateixa', 'allò mateix') |
|                                                                 | Singular m.                                                     | Singular f.                                                     | Singular n.                                                     | Plural m.                                                       | Plural f.                                                       | Plural n.                                                       |
| --------------------------------------------------------------- | --------------------------------------------------------------- | --------------------------------------------------------------- | --------------------------------------------------------------- | --------------------------------------------------------------- | --------------------------------------------------------------- | --------------------------------------------------------------- |
| Nominatiu                                                       | ipse                                                            | ipsa                                                            | ipsum                                                           | ipsi                                                            | ipsae                                                           | ipsa                                                            |
| Acusatiu                                                        | ipsum                                                           | ipsam                                                           | ipsum                                                           | ipsos                                                           | ipsas                                                           | ipsa                                                            |
| Genitiu                                                         | ipsius                                                          | ipsius                                                          | ipsius                                                          | ipsorum                                                         | ipsarum                                                         | ipsorum                                                         |
| Datiu                                                           | ipsi                                                            | ipsi                                                            | ipsi                                                            | ipsis                                                           | ipsis                                                           | ipsis                                                           |
| Ablatiu                                                         | ipso                                                            | ipsa                                                            | ipso                                                            | ipsis                                                           | ipsis                                                           | ipsis                                                           |

## Casuístiques especials

### Irregularitats de nombre

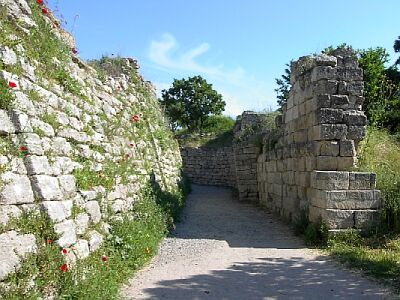
Cuperem cum uertere ab imo structa meis manibus periurae moenia Troiae. 'Jo que mentrestant hauria volgut destruir de soca-rel, tot i que fossin obra de les meves mans, les muralles de la perjura Troia!'. Neptú s'adreça a Venus al Llibre V de l'Eneida. A la imatge, una part de les llegendàries muralles de Troia (moenia Troiae).

Algunes paraules només es declinen en singular:
- materials com ara aurum ('or') o aes ('coure')
- noms abstractes com ara celeritas ('velocitat'[nota 14]) o scientia ('coneixement')
- noms propis com ara Iulius ('Juli') o Clara

En canvi, d'altres paraules només es declinen en plural:
- molts festivals, com ara Saturnalia
- paraules com castra ('campaments') o moenia ('muralles')
- alguns topònims, com ara Thēbae ('Tebes')

### Substantius no declinables
Hi ha substantius neutres indeclinables que només existeixen en el nominatiu i acusatiu singular. En total, hi ha sis substantius d'aquest tipus:
- fas: fat, llei divina
- instar: semblança
- mane: matí
- nefas: pecat, abominació
- nihil / nil: res, cap
- secus: sexe, coit

### Canvi de gènere

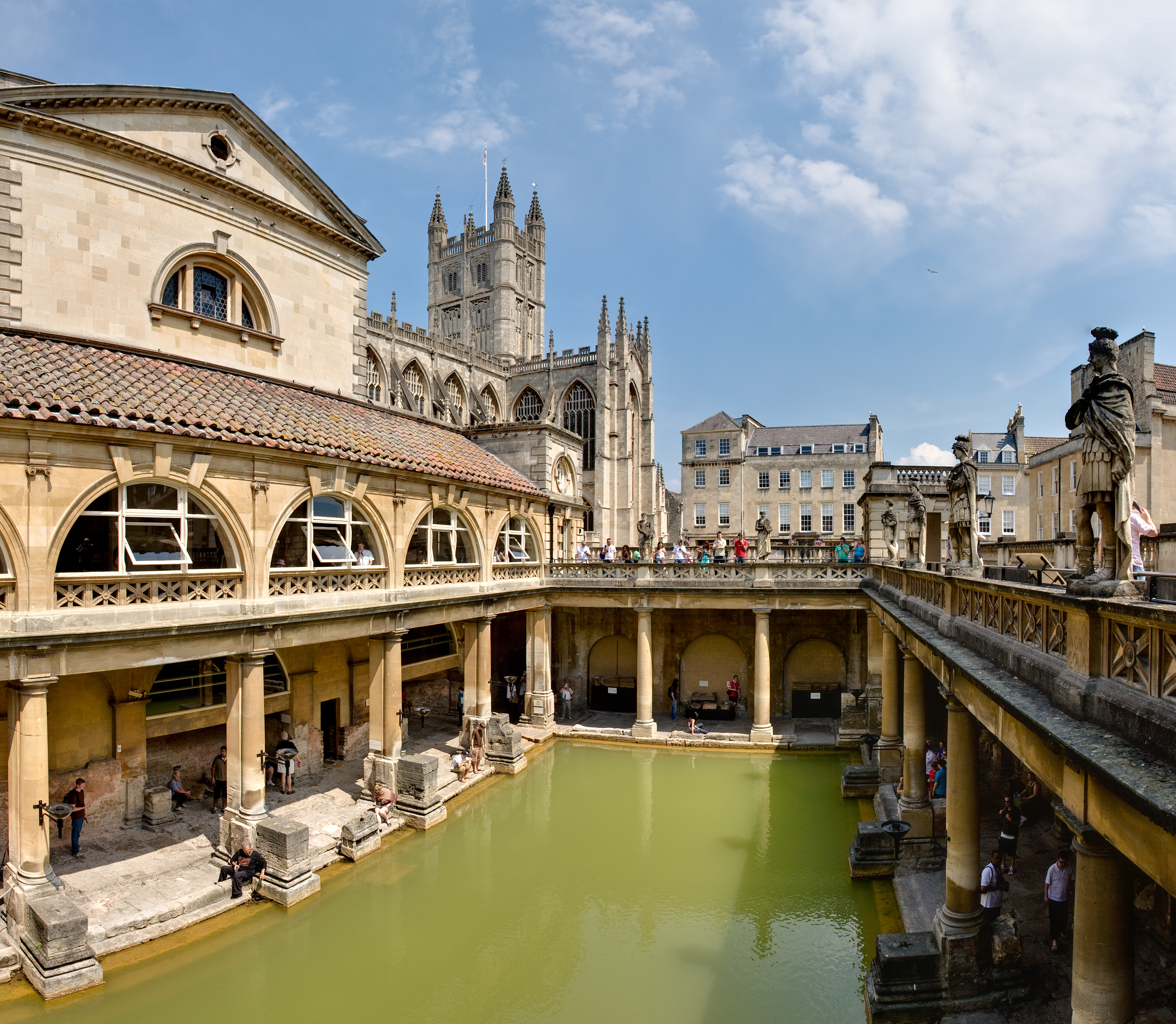
Els Banys Romans de Bath (Anglaterra) són un exemple molt ben conservat de termes romanes.

Hi ha substantius que poden variar de gènere. Alguns noms de la segona declinació existeixen en neutre i en masculí, però conserven el mateix significat. D'altra banda, alguns noms tenen un gènere determinat en singular i un gènere diferent en plural.
| Singular                      | Plural                                    |
| balneum n. 'bany'             | balneae f. o balnea n. 'termes'           |
| epulum n. 'festí', 'banquet'  | epulae f. 'festins', 'banquets'           |
| frenum n. 'brida', 'fre'      | freni m. 'brides', 'frens'                |
| iocus m. 'broma', 'acudit'    | ioca n. o ioci m. 'bromes', 'acudits'     |
| locus m. 'indret', 'lloc'     | loca n. 'indrets', 'llocs'; loci, 'regió' |
| rastrum n. 'aixada', 'rascle' | rastri m. 'aixades', 'rascles'            |

### Canvi de significat
Alguns substantius tenen un significat diferent en singular i en plural.
| Singular                                      | Plural                                                |
| aedes, –is f. 'edifici', 'temple'             | aedes, –ium 'habitacions', 'casa'                     |
| auxilium, –i n. 'ajuda', 'ajut'               | auxilia, –orum 'tropes auxiliars'                     |
| carcer, –eris m. 'pressió', 'cel·la'          | carceres, –um 'lloc de sortida d'una cursa de carros' |
| castrum, –i n. 'fort', 'castell', 'fortalesa' | castra, –orum 'campament militar'                     |
| copia, –ae f. 'riquesa'                       | copiae, –arum 'tropes'                                |
| finis, –is m. 'final', 'límit'                | fines, –ium 'territori'                               |
| fortuna, –ae f. 'sort', 'fortuna'             | fortunae –arum 'riqueses'                             |
| gratia, –ae f. 'encant', 'favor'              | gratiae, –arum 'agraïments'                           |
| impedimentum, –i m. 'impediment', 'obstacle'  | impedimenta, –orum 'equipatge'                        |
| littera, –ae f. 'lletra'                      | litterae, –arum 'epístola', 'erudició', 'literatura'  |
| mos, moris m. 'costum', 'inclinació'          | mores, –um m. (fig.) 'morals', 'caràcter'             |
| opera, –ae f. 'treball'                       | operae, –arum 'treballadors'                          |
| opis f. gen. d'ops 'força'                    | opes, –ium 'recursos', 'riqueses'                     |
| pars, partis f. 'part', 'peça'                | partes, –ium 'càrrec', 'funció'                       |
| sal, salis m. 'sal', 'aigua de mar'           | sales, –um (fig.) 'enginy', 'intel·ligència'          |

## Llegat
El sistema de casos llatí s'ha perdut en gran part a la majoria de llengües que en descendeixen. Tanmateix, aquest sistema influí en el desenvolupament de les llengües romàniques, com per exemple en la formació dels plurals: mentre que a les llengües romàniques orientals, com l'italià, els plurals deriven del nominatiu de la primera i la segona declinacions (plural en -i o -e), en català i altres llengües romàniques occidentals els plurals deriven de l'acusatiu (plural en -s). Hi ha altres exemples rellevants de la influència dels casos llatins en les llengües filles.
A la majoria de llengües romàniques hi queden pocs vestigis del sistema de casos. El més destacat és la declinació dels pronoms personals segons la funció gramatical que compleixen (subjecte, complement directe, complement del nom o complement indirecte). Per exemple, els pronoms personals es «declinen» de la següent manera en català:
| Declinació dels pronoms personals en català | Declinació dels pronoms personals en català | Declinació dels pronoms personals en català | Declinació dels pronoms personals en català | Declinació dels pronoms personals en català | Declinació dels pronoms personals en català | Declinació dels pronoms personals en català |
| Funció/Pronom                               | Jo                                          | Tu                                          | Ell/Ella                                    | Nosaltres                                   | Vosaltres                                   | Ells/Elles                                  |
| ------------------------------------------- | ------------------------------------------- | ------------------------------------------- | ------------------------------------------- | ------------------------------------------- | ------------------------------------------- | ------------------------------------------- |
| Subjecte                                    | Jo                                          | Tu                                          | Ell/Ella                                    | Nosaltres                                   | Vosaltres                                   | Ells/Elles                                  |
| Complement directe                          | Em/me                                       | Et/te                                       | El/lo/la/la                                 | Ens/nos                                     | Us/vos                                      | Els/los/les/les                             |
| Complement del nom                          | Meu/mon/meva/ma                             | Teu/ton/teva/ta                             | Seu/son/seva/sa                             | Nostre/nostra                               | Vostre/Vostra                               | Seu/seva/llur                               |
| Complement indirecte                        | Mi                                          | Tu                                          | Ell/ella                                    | Nosaltres                                   | Vosaltres                                   | Ells/elles                                  |

El romanès és una de les llengües romàniques més properes al llatí. Per exemple, conserva el gènere neutre llatí, però funciona d'una manera bastant diferent de l'original. De fet, els mots neutres no tenen una flexió pròpia, sinó que simplement funcionen com a mots masculins en singular i com a mots femenins en plural. Aquesta característica fins i tot ha portat alguns estudiosos a afirmar que potser el neutre romanès és el resultat del contacte amb llengües eslaves geogràficament properes i no pas una continuació del neutre llatí. També ha sobreviscut el sistema de casos, si bé s'han reduït i el romanès només presenta un cas nominatiu-acusatiu, un cas genitiu-datiu, i un cas vocatiu. S'observa una certa tendència a la desaparició del vocatiu, car cada vegada se substitueix més pel nominatiu.
En romanès, i també en català, en asturià, en gallec i en portuguès, el numeral «dos» encara conserva formes diferents per al masculí i per al femení, com en el llatí duo, duae. Cal destacar que la desaparició del sistema de casos llatí s'ha vist acompanyada per un augment significatiu de l'ús de les preposicions, que en gran manera tenen la mateixa funció, indicant el paper sintàctic del nom que acompanyen dins d'una frase.
El sistema de casos llatí no ha tingut una influència important en les llengües no romàniques amb les quals entrà en contacte. Això és degut al fet que les llengües indoeuropees amb un sistema de casos tendeixen a ser molt conservadores en aquest aspecte, i per consegüent resisteixen molt a les modificacions per influència estrangera. En canvi, les paraules llatines manllevades per aquestes llengües sí que poden conservar vestigis del seu origen llatí. Per exemple, en anglès els termes antenna ('antena'), radius ('radi') i curriculum ('currículum') es pluralitzen com a antennae, radii i curricula, en lloc de pluralitzar-se com a mots típicament anglesos: antennas*, radiuses* i curriculums*, tot i que aquests sufixos adopten una pronunciació que no correspon a la llatina. També s'hi poden observar ambdues terminacions segons el camp semàntic, com ara antennas i antennae, en què el sufix regular fa referència a l'antena d'un aparell (normalment en el parlar quotidià) i el que s'ha manllevat del llatí fa referència a l'antena d'un animal (en el camp semàntic de la biologia, normalment en un àmbit científic).